# Saint-Congard
Pour les articles homonymes, voir Congard.
Saint-Congard [sɛ̃ kɔ̃gaʁ] est une commune française, située dans le département du Morbihan en région Bretagne.

## Géographie

### Situation
| Malestroit | Missiriac     | Saint-Laurent-sur-Oust |
| Pleucadeuc | Saint-Congard | Saint-Martin-sur-Oust  |
| Pluherlin  |               | Saint-Gravé            |

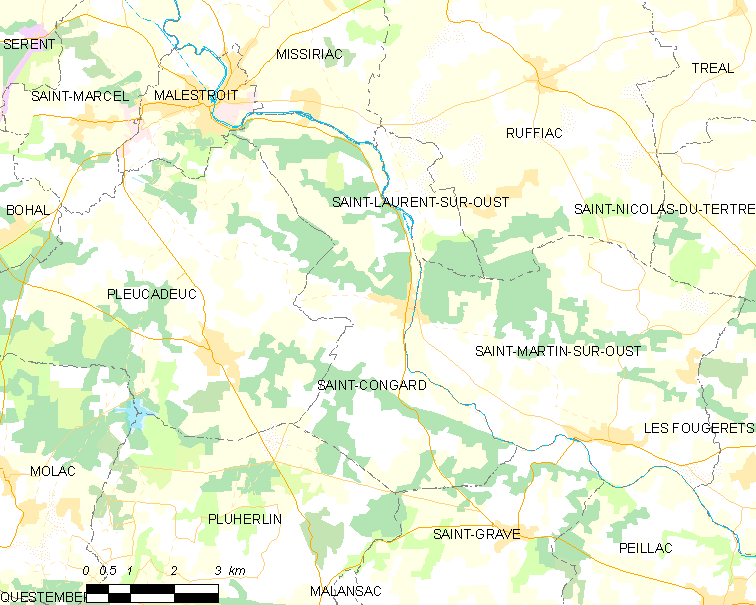
Carte de Saint-Congard et des communes avoisinantes.

La commune de Saint-Congard, bordée par le canal de Nantes à Brest, est située entre le golfe du Morbihan et le massif forestier de Paimpont, à mi-distance entre Malestroit et Rochefort-en-Terre.
Théâtre d’événements historiques et culturels, terre d’origine de personnages célèbres, Saint-Congard expose un patrimoine considérable et bien conservé.
C’est à Saint-Congard que la Claie rejoint l’Oust. C’est ici que fut construite l’une des premières écluses à sas de France. C’est ici que Nominoë, roi des Bretons, érigea son donjon. C’est ici enfin que la dernière péniche commerciale débarqua sa marchandise en 1977.

### Relief et hydrographie

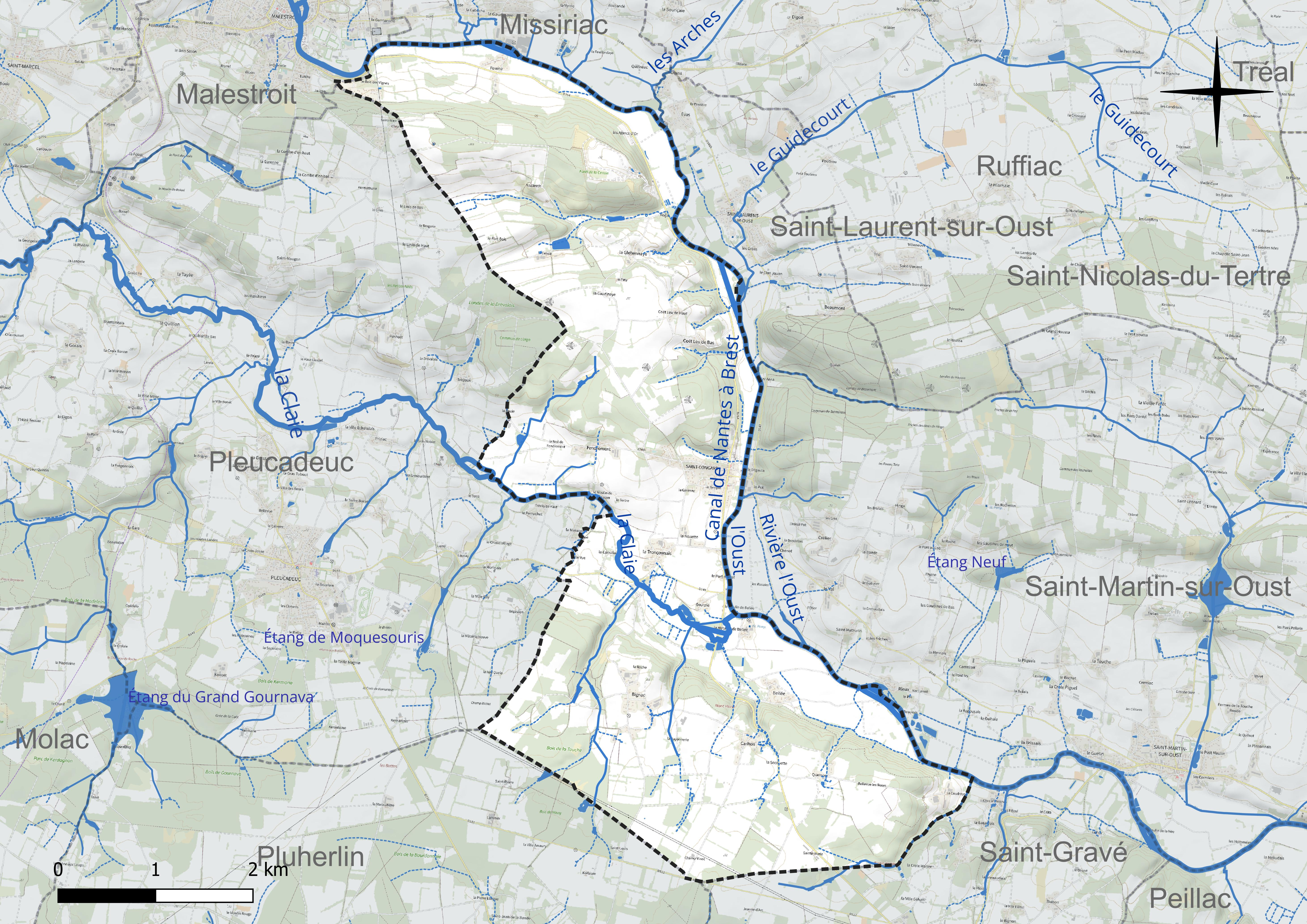
Carte du réseau hydrographique de Saint-Congard.

Le finage de Saint-Congard, étiré en longueur selon un axe du nord-ouest au sud-est, est limité au Nord par l'Oust, rivière affluente de rive droite de la Vilaine qui entre sur le territoire communal vers 22 m d'altitude pour en sortir à 7 m seulement ; son cours naturel a été modifié lors de la construction du Canal de Nantes à Brest qui emprunte son lit. La Claie, affluent de rive droite de l'Oust, conflue avec ce cours d'eau au niveau de Bellée, à environ 1 km en aval du bourg de Saint-Congard, situé sur la rive droite de l'Oust.
L'Oust traverse au Sud-Est de Malestroit le ligne de crête siluro-dévonienne du synclinorium de Saint-Julien-de-Vouvantes constitué à cet endroit de quartzites et grès par une cluse, dite cluse de Saint-Congard, qui se caractérise par un rétrécissement de la section transversale de sa vallée, un accroissement de la pente des versants ainsi que du profil en long de la rivière.
Le relief de la commune est assez accidenté : un plateau situé vers 70 m d'altitude (montant jusqu'à 103 m au point le plus élevé situé dans l'angle nord-ouest de ce plateau) occupe le tiers nord de son territoire ; il est limité par un escarpement  d'une cinquantaine de mètres qui, côté nord, forme le versant de rive droite de la vallée de l'Ouest et, côté sud, selon un alignement allant du bourg de Saint-Congard à Fendrement et La Bouie, domine d'assez loin la rive gauche de la Claie.
La partie centrale du territoire communal, et notamment la presqu'île de confluence entre les deux cours d'eau récités, forme une dépression située entre 30 et 10 m d'altitude. Cette plaine est dominée côté sud par un escarpement très net, d'une bonne cinquantaine de mètres lui aussi, qui regarde vers le nord et constitue aussi la rive droite de la vallée de la Claie vers l'ouest et de la vallée de l'Oust vers l'est ; le mont Hersé (76 m d'altitude) en est le sommet le plus remarquable en dépit de la modestie de sa hauteur. Cet escarpement limite un autre plateau qui occupe le tiers sud du territoire communal et a une altitude moyenne de 80 m, le point le plus haut atteignant 92 m près de Champ Vinot.

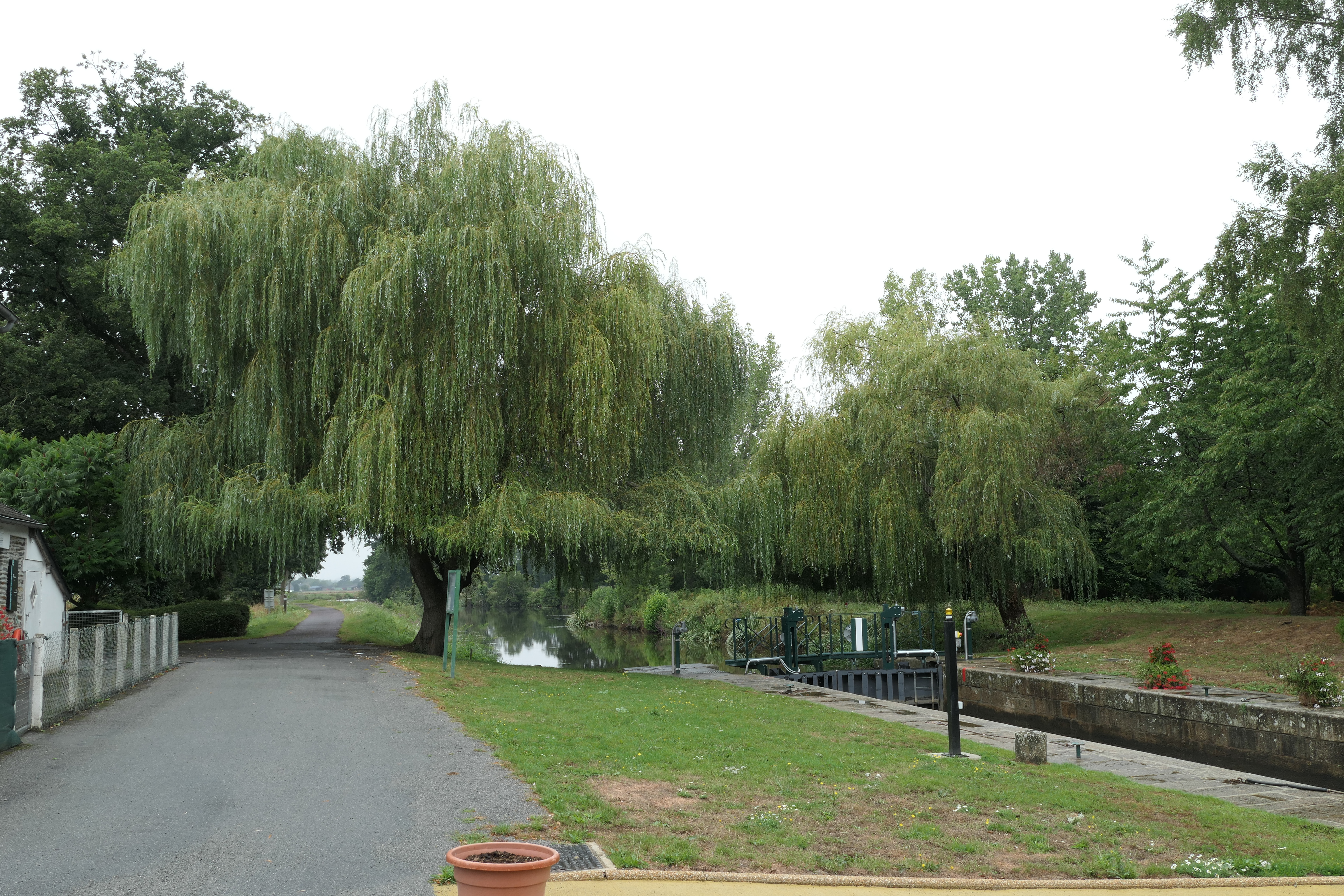
L'écluse de Rieux : vue d'ensemble.
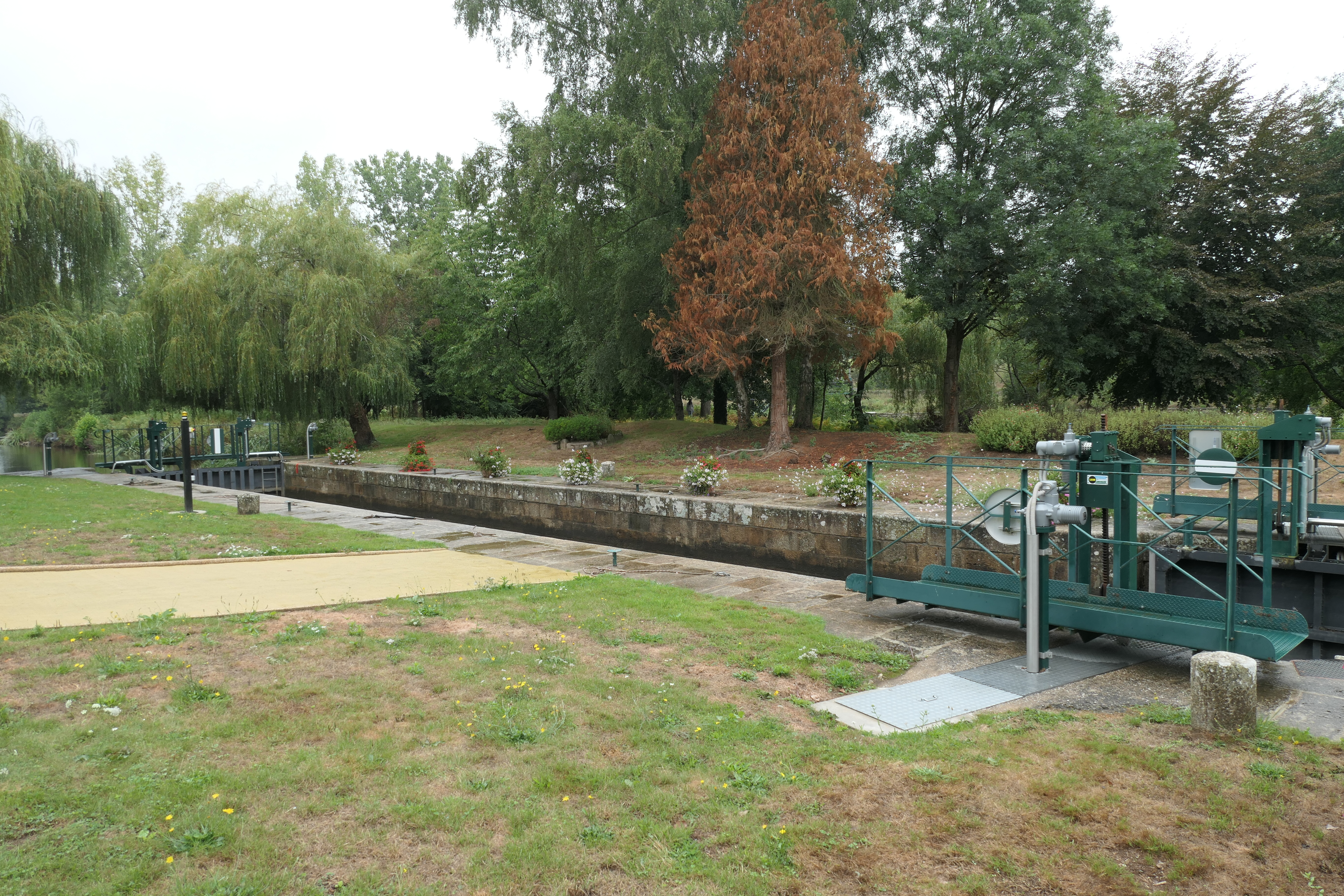
L'écluse de Rieux : vue partielle.
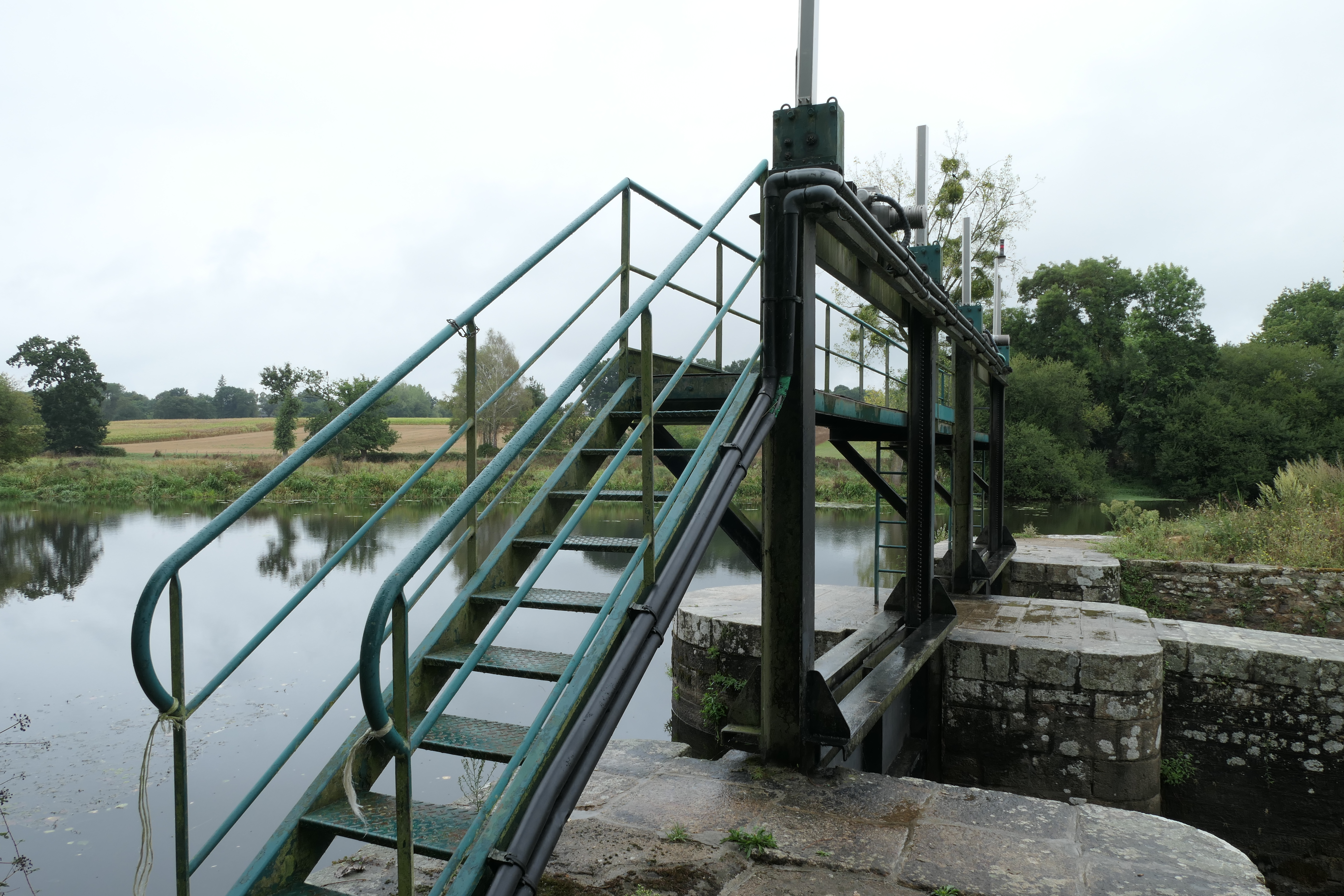
L'écluse de Rieux : vue partielle.
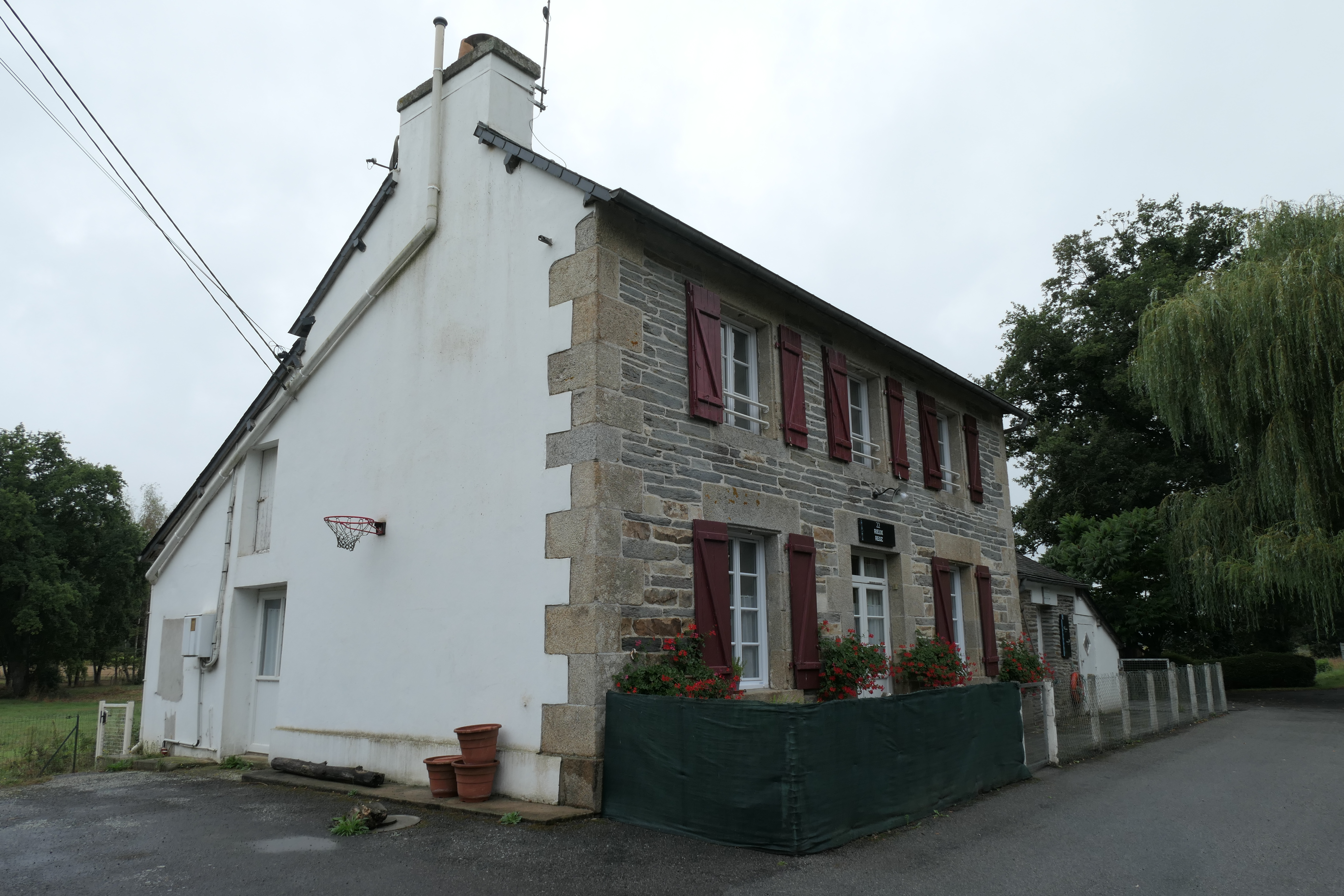
L'écluse de Rieux : la maison éclusière.
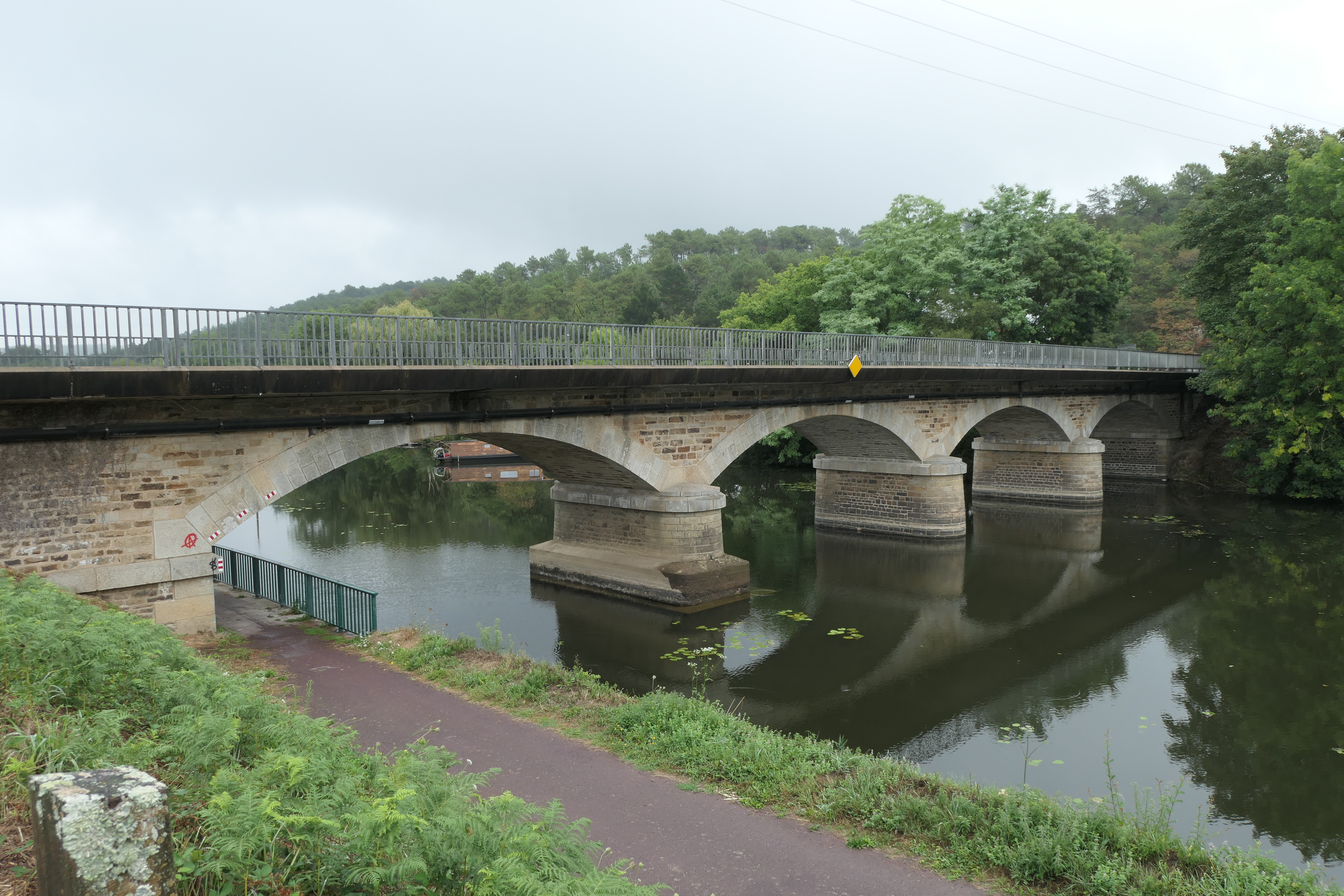
Le pont de Saint-Congard, sur l'Oust (Canal de Nantes à Brest).

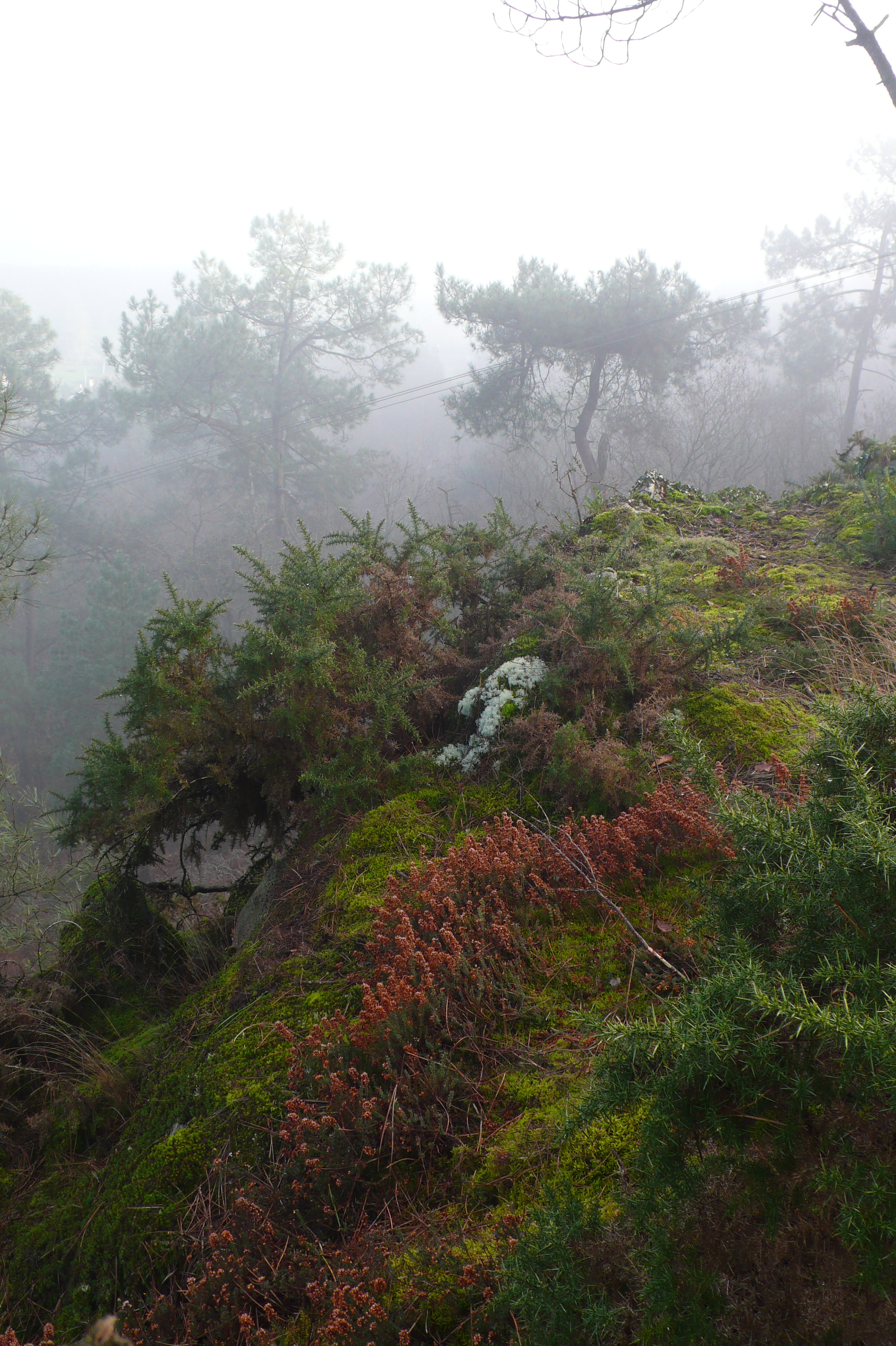
Paysage de landes au Mont Hersé.
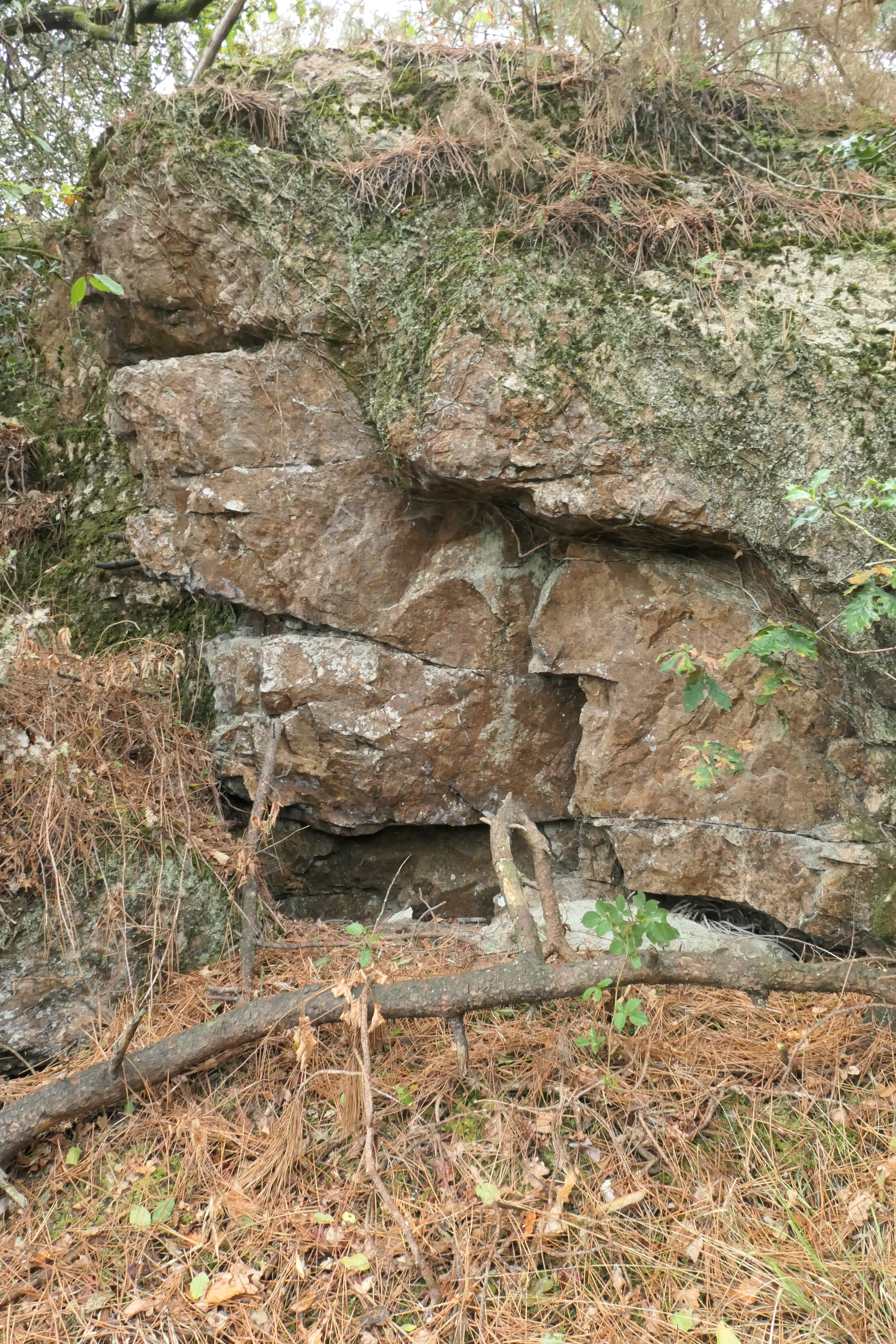
Affleurements rocheux sur le mont Hersé.
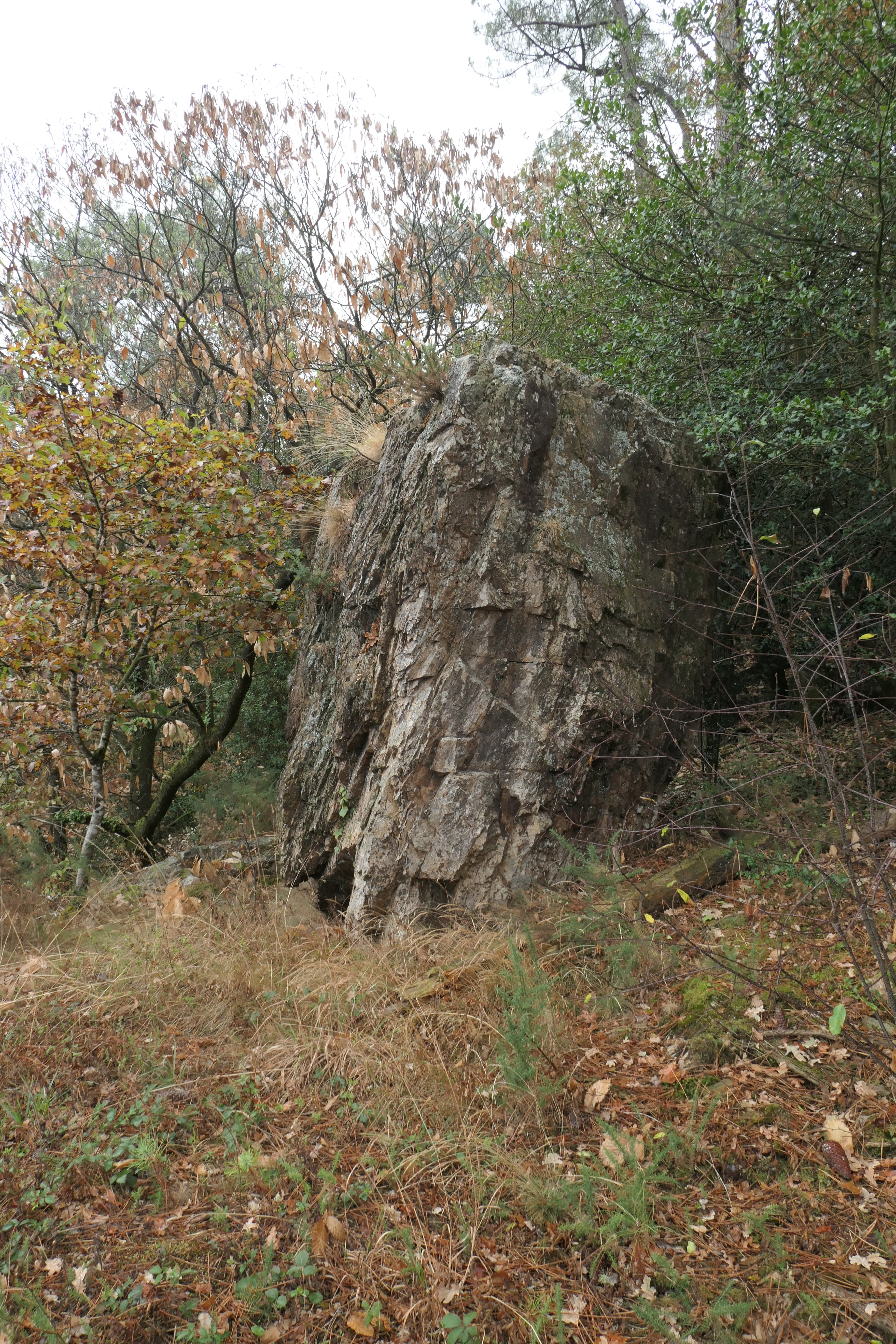
Affleurements rocheux sur le mont Hersé.
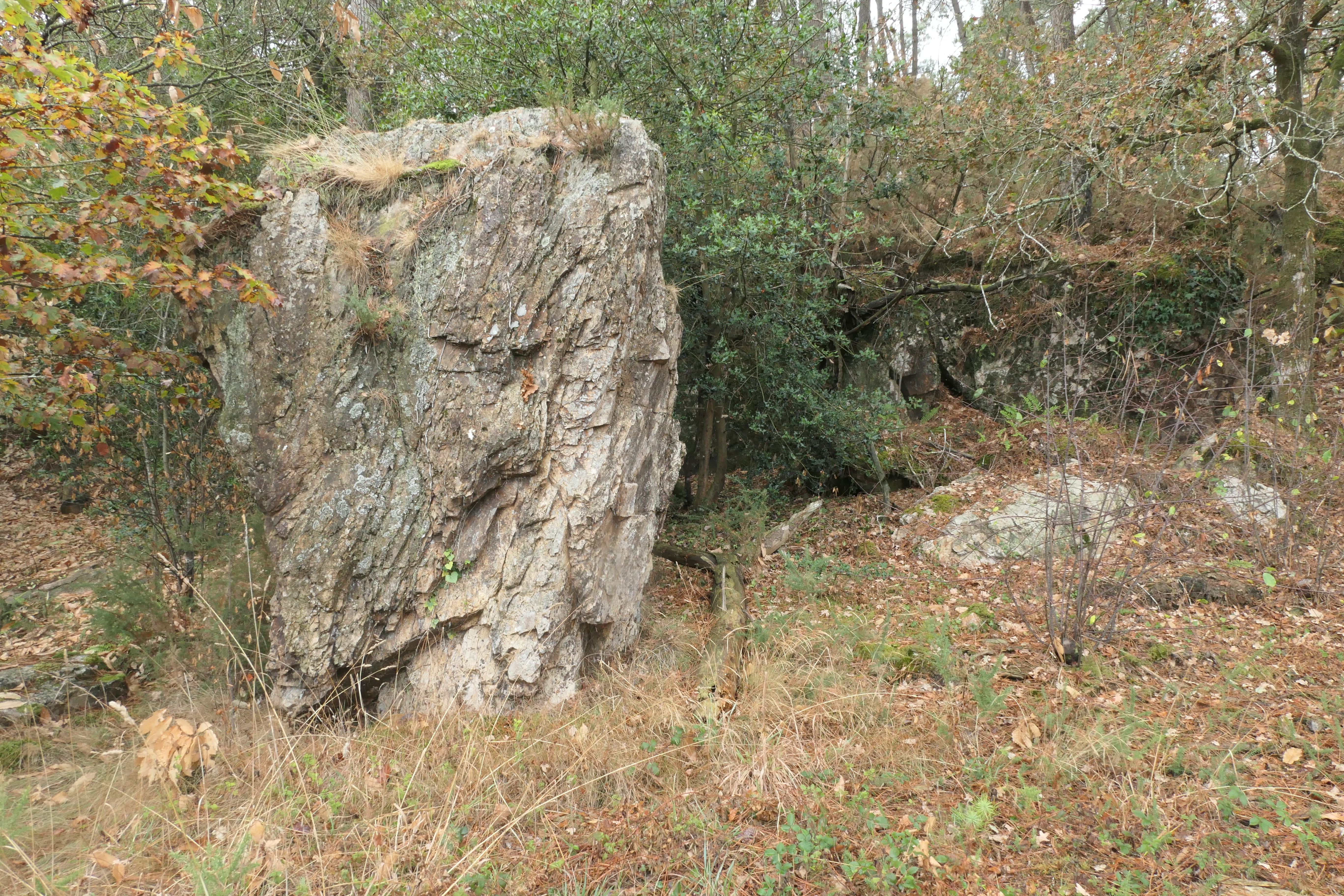
Affleurements rocheux sur le mont Hersé.
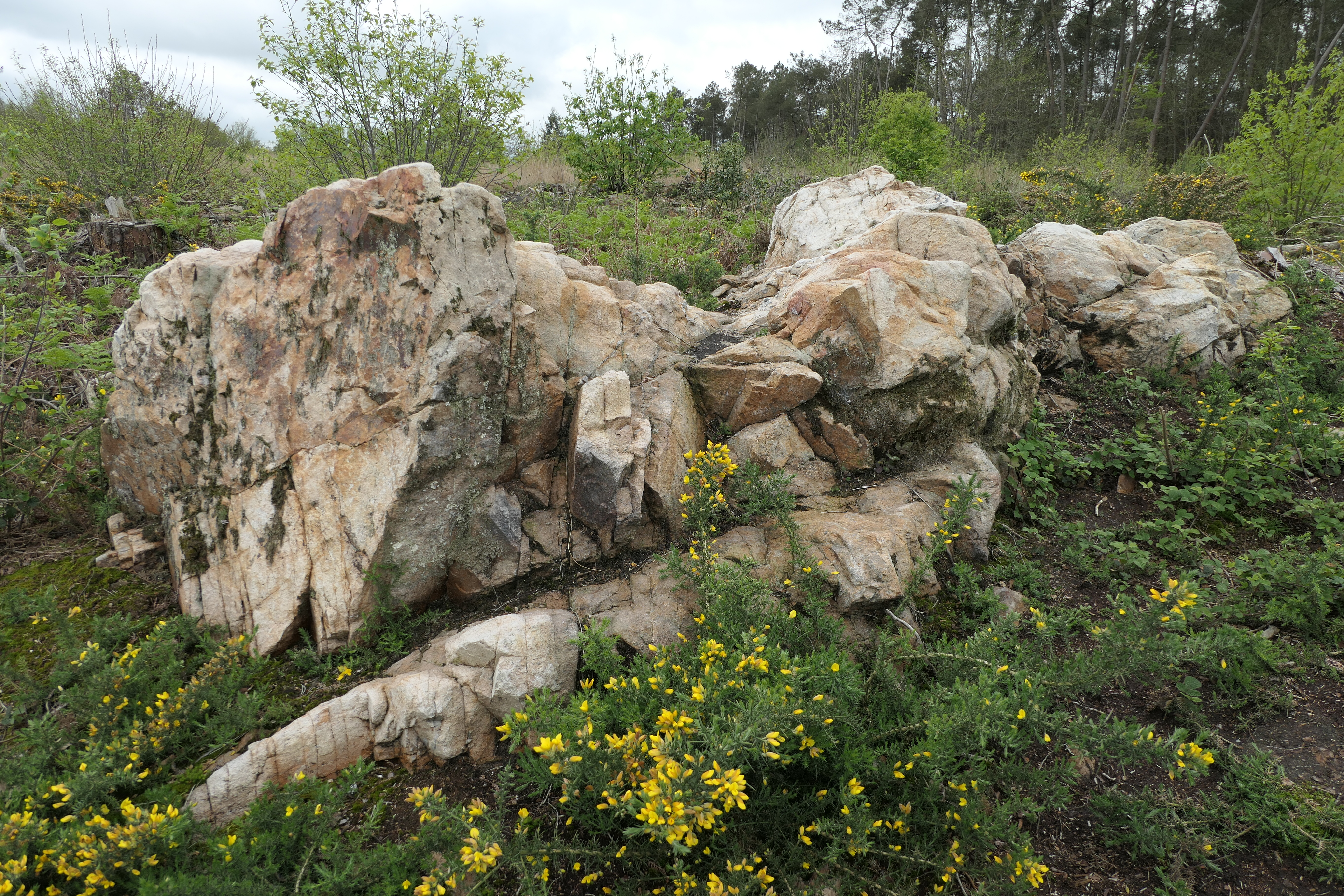
Affleurements rocheux sur le mont Hersé.
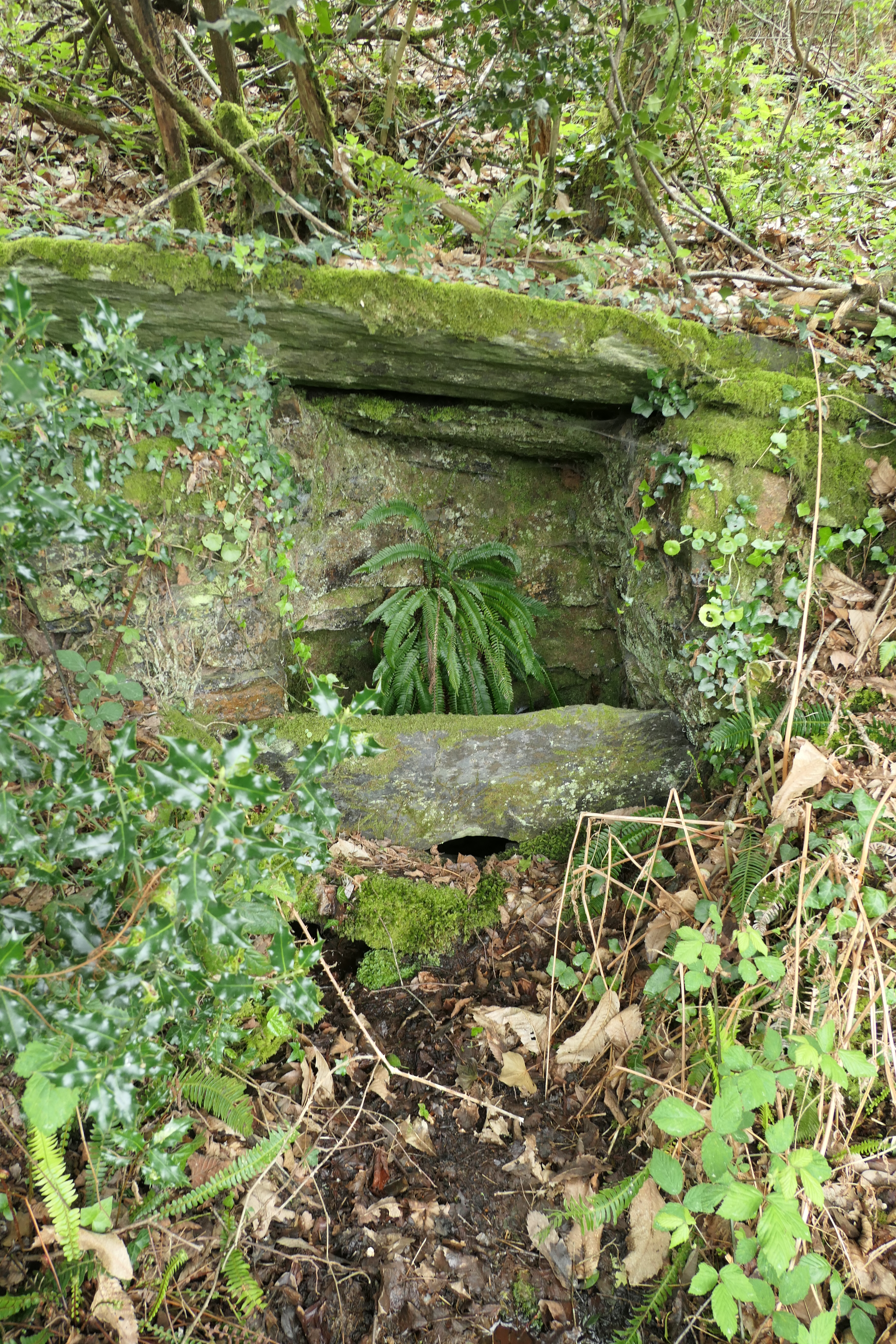
Source sur le mont Hersé.

### Hydrographie
Pour un article plus général, voir Réseau hydrographique du Morbihan.
La commune est située dans le bassin Loire-Bretagne. Elle est drainée par le canal de Nantes à Brest, l'Oust, la Claie, le bras de la claie et divers autres petits cours d'eau,.
Le canal de Nantes à Brest est un canal, chenal et un estuaire et un cours d'eau naturel navigable sur une grande partie de son cours, d'une longueur de 364 km, prend sa source dans la commune de Nort-sur-Erdre et se jette  dans la Loire à Nantes. 

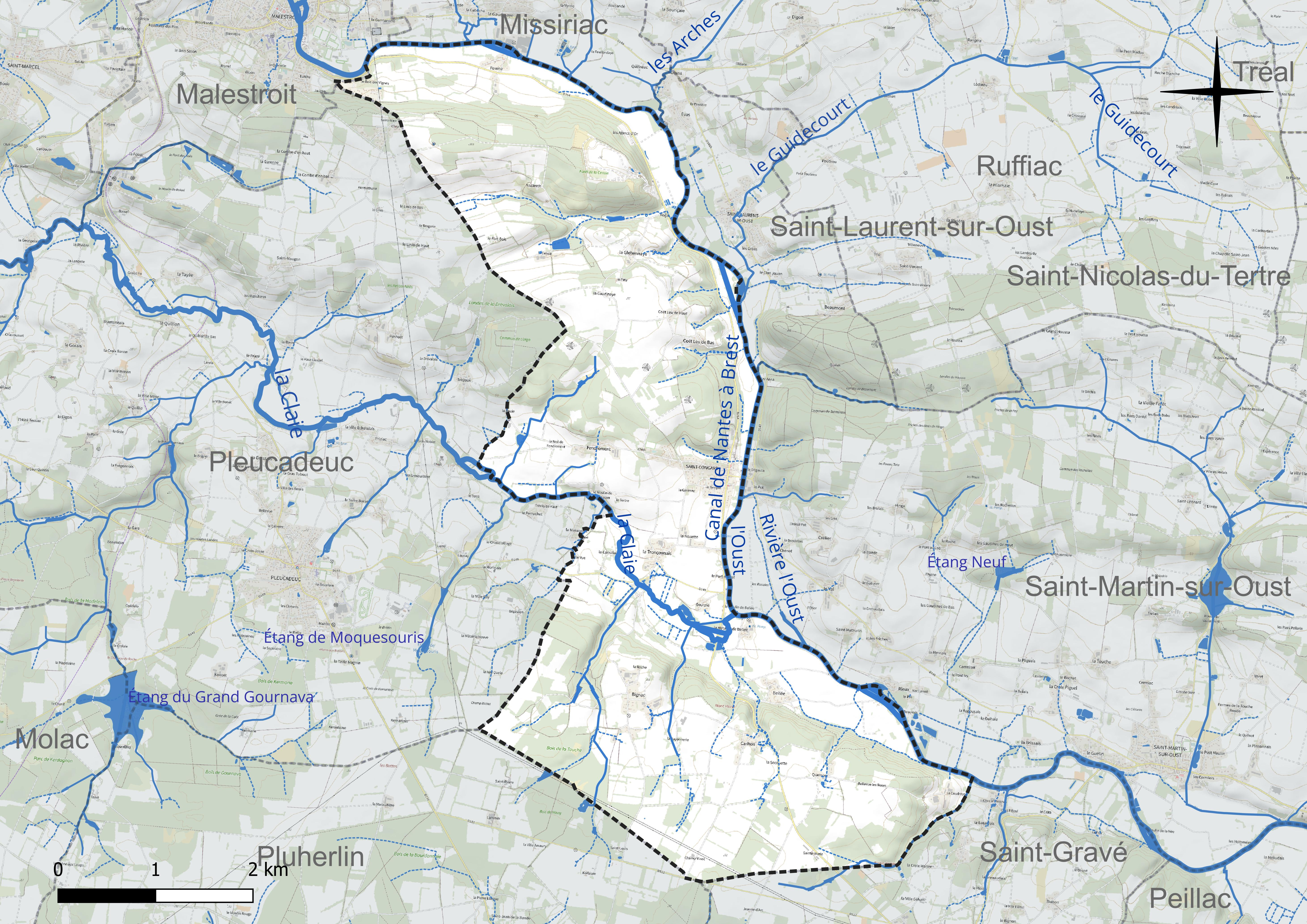
Réseau hydrographique de Saint-Congard.

L'Oust, d'une longueur de 145 km, prend sa source dans la commune de La Harmoye et se jette  dans la Vilaine à Rieux, après avoir traversé 46 communes. 
La Claie, d'une longueur de 62 km, prend sa source dans la commune de Saint-Allouestre et se jette  dans le canal de Nantes à Brest sur la commune, après avoir traversé 13 communes. 

### Climat
Pour des articles plus généraux, voir Climat de la Bretagne et Climat du Morbihan.
En 2010, le climat de la commune est de type climat océanique franc, selon une étude du CNRS s'appuyant sur une série de données couvrant la période 1971-2000. En 2020, Météo-France publie une typologie des climats de la France métropolitaine dans laquelle la commune est exposée à un climat océanique et est dans la région climatique  Bretagne orientale et méridionale, Pays nantais, Vendée, caractérisée par une faible pluviométrie en été et une bonne insolation. Parallèlement l'observatoire de l'environnement en Bretagne publie en 2020 un zonage climatique de la région Bretagne, s'appuyant sur des données de Météo-France de 2009. La commune est, selon ce zonage, dans la zone « Intérieur Est », avec des hivers frais, des étés chauds et des pluies modérées.
Pour la période 1971-2000, la température annuelle moyenne est de 11,7 °C, avec une amplitude thermique annuelle de 12,6 °C. Le cumul annuel moyen de précipitations est de 891 mm, avec 12,4 jours de précipitations en janvier et 6,7 jours en juillet. Pour la période 1991-2020, la température moyenne annuelle observée sur la station météorologique la plus proche, située sur la commune de Pleucadeuc à 4 km à vol d'oiseau, est de 11,9 °C et le cumul annuel moyen de précipitations est de 907,2 mm,. Pour l'avenir, les paramètres climatiques de la commune estimés pour 2050 selon différents scénarios d’émission de gaz à effet de serre sont consultables sur un site dédié publié par Météo-France en novembre 2022.

### Transports
Le Canal de Nantes à Brest, qui emrunte au niveau de la commune le lit de l'Oust, ouvre à la navigation en 1836. C'est à Saint-Congard que le Mistral, qui est la dernière péniche à faire de la navigation commerciale sur le canal, décharge sa dernière cargaison de sable en 1977. Désormais la canal est encore utilisé pour le tourisme fluvial et son chemin de halage est fréquenté par des randonneurs et des cyclistes : Saint-Congard est sur l'itinéraire de la Vélodyssée (47 000 passages ont été comptabilisés sur le chemin de halage en 2019).
Par voie routière, Saint-Congard est desservi par la D 764 (ancienne Route nationale 164, qui allait d'Ancenis à Landerneau, via Carhaix), qui croise au niveau du bourg la D 149 qui vient de Saint-Martin-sur-Oust.

### Habitat et Paysages
Saint-Congard présente un aysage traditionnel de bocage avec un habitat dispersé constitué d'écarts formés de hameaux et fermes isolées. La commune a conservé son caractère rural en dépit d'une modeste rurbanisation aux alentours du bourg en direction de l'Ouest et du Sud. Le bourg est situé sur la rive droite de l'Oust.
Les espaces boisés sont nombreux : principalement la forêt de la Censie, qui occupe une bonne partie du plateau du Nord-Ouest, mais au cœur de laquelle se trouve la carrière de Roga, mais aussi de nombreux bois dont le Bois de la Touche et l'alignement boisé qui occupe l'escarpenent de la rive sud du lit majeur de la Claie et de l'Oust, depuis le Nord-Ouest du hameau de Bignac jusqu'à La Coudraye en passant par le mont Hersé.

## Urbanisme

### Typologie
Au 1er janvier 2024, Saint-Congard est catégorisée commune rurale à habitat dispersé, selon la nouvelle grille communale de densité à sept niveaux définie par l'Insee en 2022.
Elle est située hors unité urbaine et hors attraction des villes,.

### Occupation des sols
L'occupation des sols de la commune, telle qu'elle ressort de la base de données européenne d’occupation biophysique des sols Corine Land Cover (CLC), est marquée par l'importance des territoires agricoles (64,1 % en 2018), une proportion sensiblement équivalente à celle de 1990 (64,3 %). La répartition détaillée en 2018 est la suivante : 
terres arables (34,1 %), forêts (31,8 %), zones agricoles hétérogènes (16,4 %), prairies (13,6 %), zones urbanisées (2,3 %), mines, décharges et chantiers (1,8 %). L'évolution de l’occupation des sols de la commune et de ses infrastructures peut être observée sur les différentes représentations cartographiques du territoire : la carte de Cassini (XVIIIe siècle), la carte d'état-major (1820-1866) et les cartes ou photos aériennes de l'IGN pour la période actuelle (1950 à aujourd'hui).

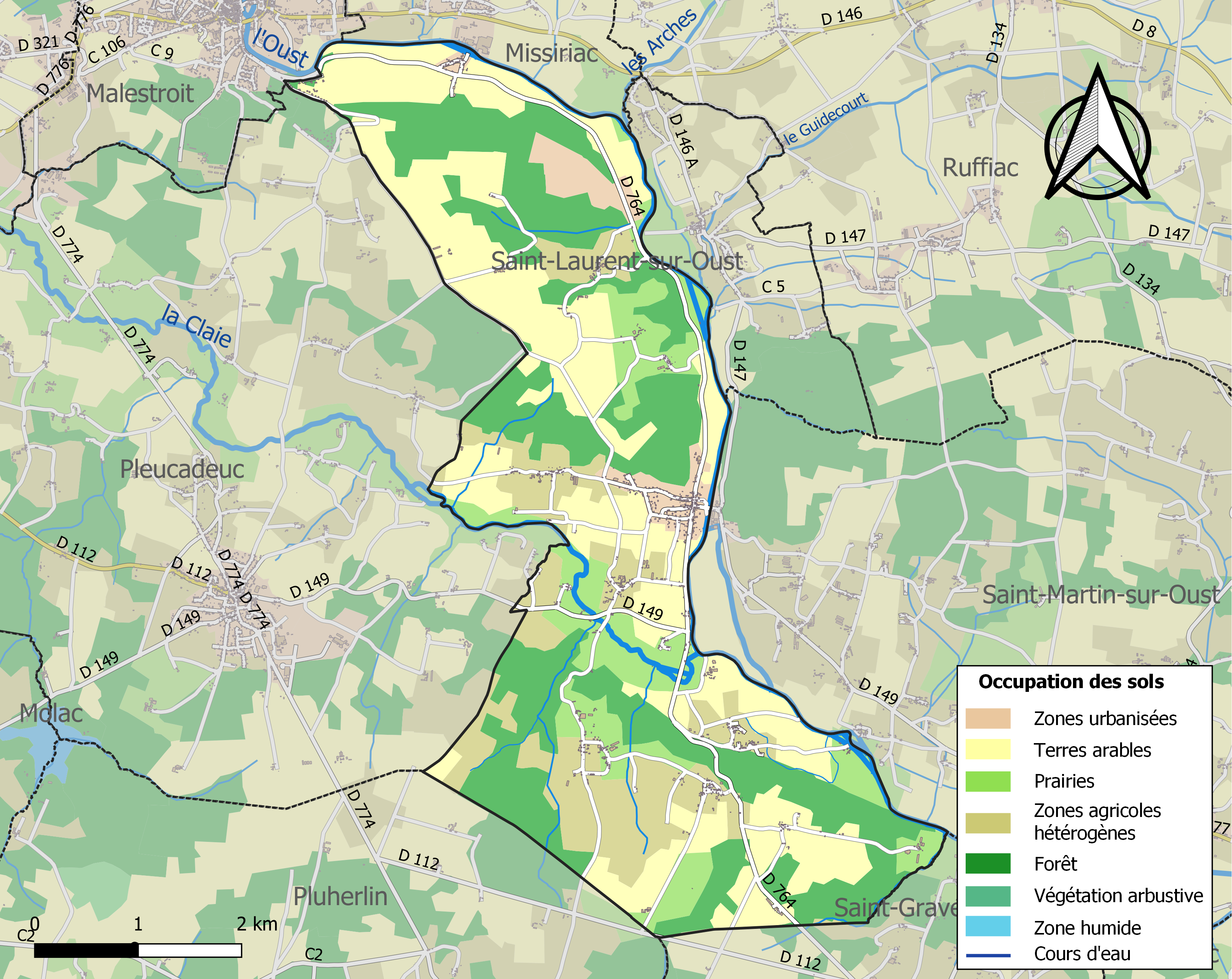
Carte des infrastructures et de l'occupation des sols de la commune en 2018 (CLC).

## Toponymie
Le nom de la localité est attesté sous la forme Saint Conguar en 1387, Sancto Congaro en 1453.
Origine du nom : Cette ancienne trève de Pleucadeuc porte le nom du patron de la chapelle tréviale, devenue église paroissiale, saint Congar (ou saint Kongar), moine du Pays de Galles au VIe siècle.
Saint-Congâ en gallo.

## Histoire

### Préhistoire  et Antiquité

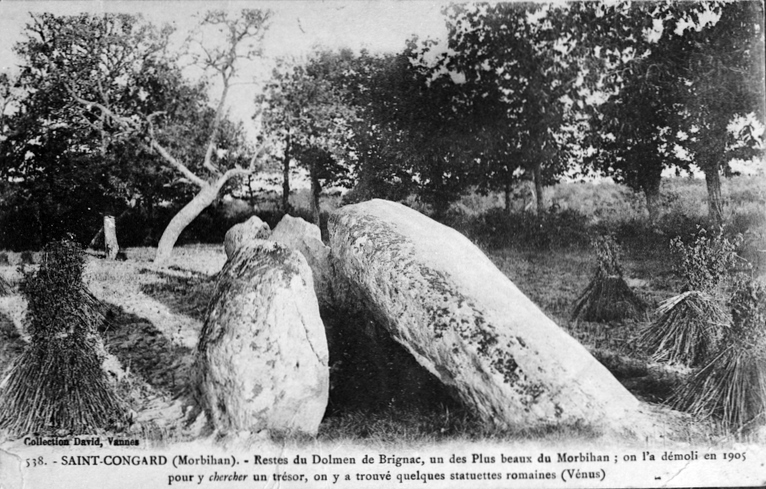
Les restes du dolmen de Bignac (mutilé en 1905) au début du XXe siècle (carte postale

Le territoire de l’actuelle commune garde quelques traces de son lointain passé. Une allée couverte à Bignac (elle fut en partie démolie en 1905 par des personnes y cherchant un trésor.) et plusieurs menhirs, dont le menhir du Begué (situé dans le Bois de la Touche et haut de 5 m), mentionnés au XIXe siècle, attestent une occupation au Néolithique tandis que la présence romaine a laissé peu de vestiges.
Une stèle gauloise se trouve près de l'église.

### Moyen Âge
Au IXe siècle, cette terre de landes et d’eau est le théâtre d’événements qui contribuent à l’histoire religieuse et politique de la région : au lieu-dit Coët Leu de Bas, Nominoë aurait en 848 réuni un synode ; le lieu-dit Roga est déjà cité en 820 dans le cartulaire de Redon, qui place Saint-Congard « in pago Venediœ » (dans le "pays de Vannes").
On y apprend que Jarnhitin, machtiern de Pleucadeuc, fait don d’un terrain à un ermite qui a charge et permission de couper, arracher, défricher tout autour. Dépendant de l’abbaye bénédictine de Redon, à partir de 834, le prieuré de Roga se heurte à une nature rude et inhospitalière, et périclite. C’est au XIIe siècle que Saint-Congard devient paroisse, alors détachée de sa voisine Pleucadeuc.
Selon Jean-Baptiste Ogée la maison noble de Brignac appartenait, en 1480, au Sieur Decastelan et celle de Billic, à X.

### Temps modernes

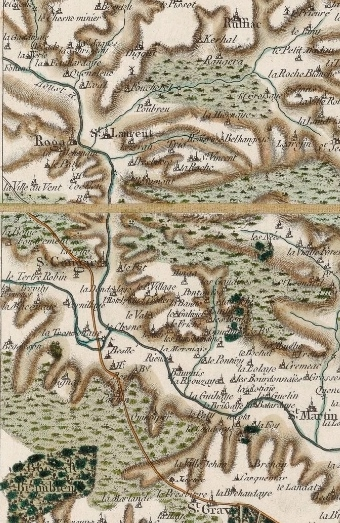
Carte de Cassini de la paroisse de Saint-Congard (1785).

Le prieuré de Roga est abandonné au XVIIe siècle par les moines de Redon. Mais, soucieux d'une présence religieuse sur ces terres, le comte de Rieux-Rochefort, suzerain des lieux, en fait don en 1672 à l'ordre des Camaldules, fondé au XIe siècle par saint Romuald, en Italie, qui y installent une abbaye. Après maintes batailles juridiques, l’établissement devient, en 1786, propriété de l'hôpital de Malestroit pour être finalement vendu comme bien national lors de la Révolution française. Quand celle-ci éclata, il ne restait que trois ou quatre religieux dans l'abbaye.
Il reste encore quelques murs épars témoignant des traces de cette implantation religieuse, élément important de l'histoire locale. Autre témoignage, deux grands tableaux du peintre vannetais Jean-Vincent Lhermitais (1700 - 1758) aujourd'hui conservés dans l'église du Roc-Saint-André.
Jean-Baptiste Ogée décrit ainsi Saint-Congard en 1778 :

« Saint-Congar ; dans un fond ; à 8 lieues à l'Est-Nord-Est de Vannes, son évêché ; à 13 lieues de Rennes et à 1 lieue et demie de Malestroit, sa subdélégation. Cette paroisse ressortit à Ploërmel, et compte 600 communiants ; la cure est à l'alternative. Le territoire renferme quelques terres labourables, beaucoup de landes, et un couvent de Camaldules , fondé, l'an 1670, par Henri de Guenegaud, marquis de Plancy. (...) La moyenne justice de Beslée et annexe, appartient à Madame de Boyac. »

### Révolution française
En 1790, Saint-Congard est érigé en commune et passe en 1801 dans le canton de Rochefort-en-Terre.

### LeXIXesiècle
A. Marteville et P. Varin, continuateurs d'Ogée, décrivent ainsi Saint-Congard en 1853 :

« Saint-Congard : commune formée de l'ancienne paroisse de ce nom ; aujourd'hui succursale. (...) On voit en Saint-Congard, près du hameau de Bignac, une roche aux fées formée de cinq tables, longue de 14 mètres et large de 2 m. (...) Géologie : schiste argileux ; grès dans le nord-ouest. On parle le français [en fait le gallo]. »

Ces mêmes auteurs écrivent qu'on se rend aux ruines de l'ancienne abbaye en suivant les bords de l'Oust, à partir de l'écluse de Foveno; en 1853 l'église est détruite et les huit ou neuf cellules de moines encore debout ressemblent à des chaumières. L'abbaye était située à mi-côte d'une colline qui baignait son pied dans l'Oust, avant que la canalisation eût modifié le cours de cette rivière.

### LeXXesiècle

#### La Belle Époque
Fin avril 1906 un agent du fisc parvint à faire sans incidents l'inventaire des biens d'église à Saint-Congard en le faisant incognito.

#### La Première Guerrre mondiale
Le monument aux morts de Saint-Congard porte les noms de 51 soldats morts pour la France pendant la Première Guerre mondiale ; parmi eux Jean Dolo est tué à l'ennemi en Belgique dès le 22 août 1914 ; Julien Magré, canonnier conducteur au 1er régiment d'artillerie de marine, meurt le 23 février 1917 dans le naufage du Mont-Viso ; tous les autres sont morts sur le sol français dont les deux frères Joseph (décédé en 1914) et Jean (décédé en 1918) Madouas, tous deux décorés de la Médaille militaire et de la Croix de guerre, de même que Victor Ayoul, tué à Verdun le 20 août 1917.

#### L'Entre-deux-guerres

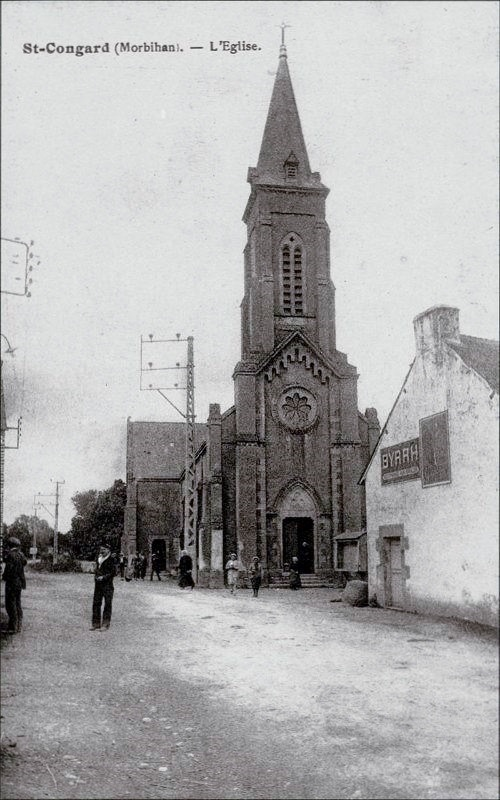
L'église paroissiale de Saint-Congard vers 1920.
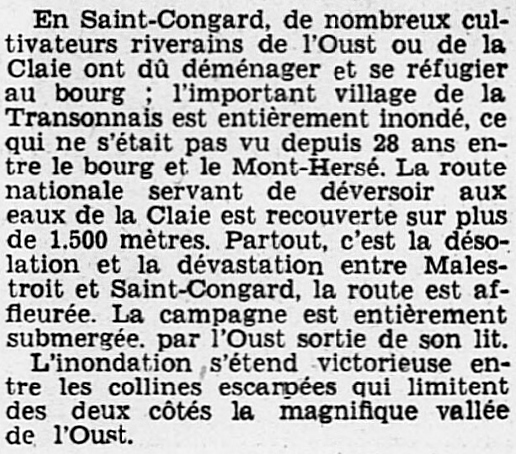
Article du journal L'Ouest-Éclair décrivant les inondations de janvier 1936 à Saint-Congard.

En janvier 1936 des inondations importantes de l'Oust et de la Claie dévastèrent Saint-Congard.
En juillet 1936 le moulin à eau de Bégasson est détruit par un incendie (déjà celui de Bellée l'avait été en 1908).

#### La Seconde Guerre mondiale
Le monument aux morts de Saint-Congard porte les noms de 7 personnes mortes pour la France pendant la Seconde Guerre mondiale ; parmi elles André Brohan, Jean Lemoine et Jean Quelard sont des soldats morts au printemps 1940 lors de la Bataille de France (même si Jean Quelard est mort en Belgique) ; Raymond Guiho a été fusillé par les Allemands le 11 mars 1944, une stèle commémorative honore sa mémoire ; Victor Bousso, prêtre résistant, a été fusillé par les Allemands dans la cour de la prison de Caen le 6 juin 1944.

### LeXXIesiècle

#### Le parc éolien
Un parc éolien, constitué de 4 éoliennes, d'une hauteur totale de 146 m chacune, a été autorisé par un permis de construire délivré le 27 juin 2011 pour une puissance totale de 8 MW ; elles ont été construites en 2017-2018 par la société BayWa r.e. et équipées du système "ProBat" pour la protection des chauves-souris ; le nouveau suivi environnemental est assuré par une association de protection des chiroptères : Amikiro

#### Le legs de Simone Ferry-Guiho
En avril 2014, Simone Ferry, née Guiho (dont le père était natif de ce village), décédée sans enfant, lègue la somme de 800 000 € à la commune, avec comme condition que cette somme devait servir « à un investissement durable, social, scolaire ou économique », ce qui a permis la construction d'une boulangerie-pâtisserie-épicerie, qui a ouvert fin 2016.

## Politique et administration

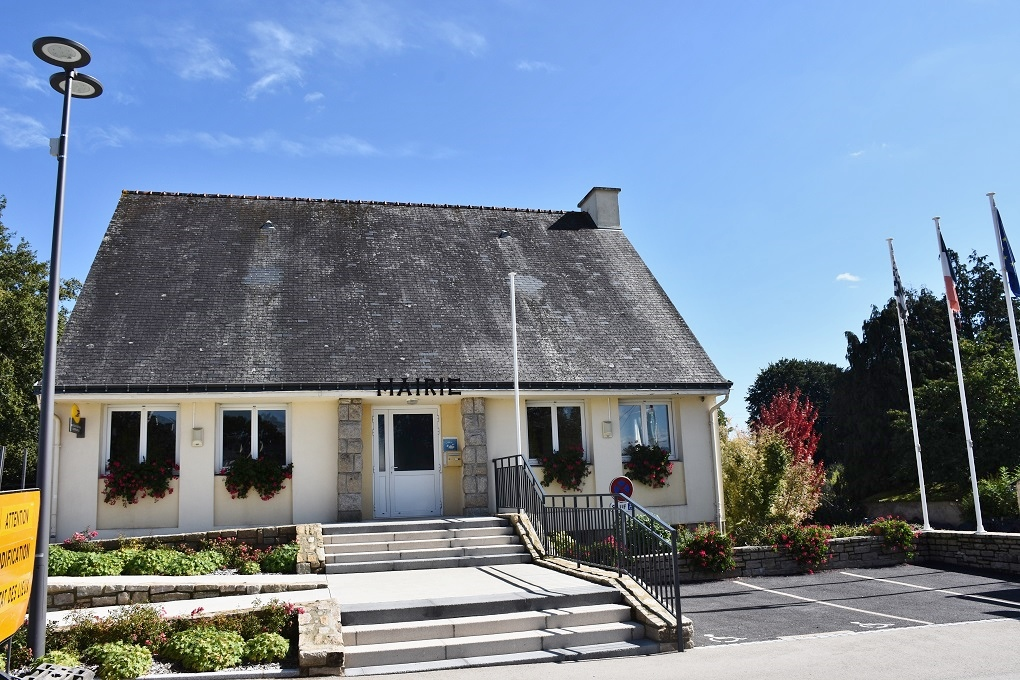
Mairie de Saint-Congard.

| Période                                  | Période     | Identité                 | Étiquette | Qualité                                                                  |
| ---------------------------------------- | ----------- | ------------------------ | --------- | ------------------------------------------------------------------------ |
| 1793                                     | 1798        | Jean-Pierre Albert.      |           | Officier municipal.                                                      |
| 1798                                     | 1813        | Mathurin Thomas          |           | Laboureur.                                                               |
| 1813                                     | 1816        | François Mouro.          |           | Cultivateur.                                                             |
| 1816                                     | 1828        | Mathurin Yves Guillouche |           | Maréchal. Taillandier.                                                   |
| 1828                                     | 1848        | Mathurin Guillouche      |           | Cultivateur. Fils de Mathurin Yves Guillouche, maire précédent.          |
| 1848                                     | 1855        | Julien Marie Guillouche  |           | Cultivateur.                                                             |
| 1855                                     | 1871        | Toussaint Dabo           |           | Menuisier.                                                               |
| 1871                                     | 1884        | Julien Marie Guillouche  |           | Déjà maire entre 1848 et 1855.                                           |
| 1884                                     | 1887        | Mathurin Dabo            |           | Marchand.                                                                |
| 1888                                     | 1924        | Jean-Louis Bédard        |           | Agriculteur. « Catholique et breton ».                                   |
| avant 1936                               | après 1936  | Bénard                   |           |                                                                          |
|                                          |             |                          |           |                                                                          |
| 1989                                     | 25 mai 2020 | Daniel Brulé             |           | A fait 4 mandats de maire, mais décide en 2020 de ne pas se représenter. |
| 25 mai 2020                              | En cours    | Didier Hurtebize         |           | Retraité.                                                                |
| Les données manquantes sont à compléter. |             |                          |           |                                                                          |

## Démographie
L'évolution du nombre d'habitants est connue à travers les recensements de la population effectués dans la commune depuis 1793. Pour les communes de moins de 10 000 habitants, une enquête de recensement portant sur toute la population est réalisée tous les cinq ans, les populations de référence des années intermédiaires étant quant à elles estimées par interpolation ou extrapolation. Pour la commune, le premier recensement exhaustif entrant dans le cadre du nouveau dispositif a été réalisé en 2004.

En 2022, la commune comptait 806 habitants, en évolution de +9,07 % par rapport à 2016 (Morbihan : +3,82 %, France hors Mayotte : +2,11 %).
| 1793 | 1800 | 1806 | 1821 | 1831 | 1836 | 1841 | 1846 | 1851 |
| ---- | ---- | ---- | ---- | ---- | ---- | ---- | ---- | ---- |
| 740  | 637  | 677  | 721  | 721  | 730  | 716  | 750  | 725  |

| 1856 | 1861 | 1866 | 1872 | 1876 | 1881 | 1886 | 1891 | 1896 |
| ---- | ---- | ---- | ---- | ---- | ---- | ---- | ---- | ---- |
| 715  | 730  | 748  | 738  | 801  | 803  | 828  | 841  | 854  |

| 1901 | 1906 | 1911 | 1921 | 1926 | 1931 | 1936 | 1946 | 1954 |
| ---- | ---- | ---- | ---- | ---- | ---- | ---- | ---- | ---- |
| 876  | 935  | 959  | 861  | 875  | 866  | 857  | 847  | 820  |

| 1962 | 1968 | 1975 | 1982 | 1990 | 1999 | 2004 | 2006 | 2009 |
| ---- | ---- | ---- | ---- | ---- | ---- | ---- | ---- | ---- |
| 769  | 722  | 697  | 683  | 664  | 637  | 702  | 702  | 744  |

| 2014 | 2019 | 2022 | - | - | - | - | - | - |
| ---- | ---- | ---- | - | - | - | - | - | - |
| 747  | 795  | 806  | - | - | - | - | - | - |

## Culture et patrimoine

### Lieux et monuments

#### L'église paroissiale Saint-Congard
De style néo-gothique, elle date de 1881 ; en forme de croix latine], elle a été rénovée en 1998.

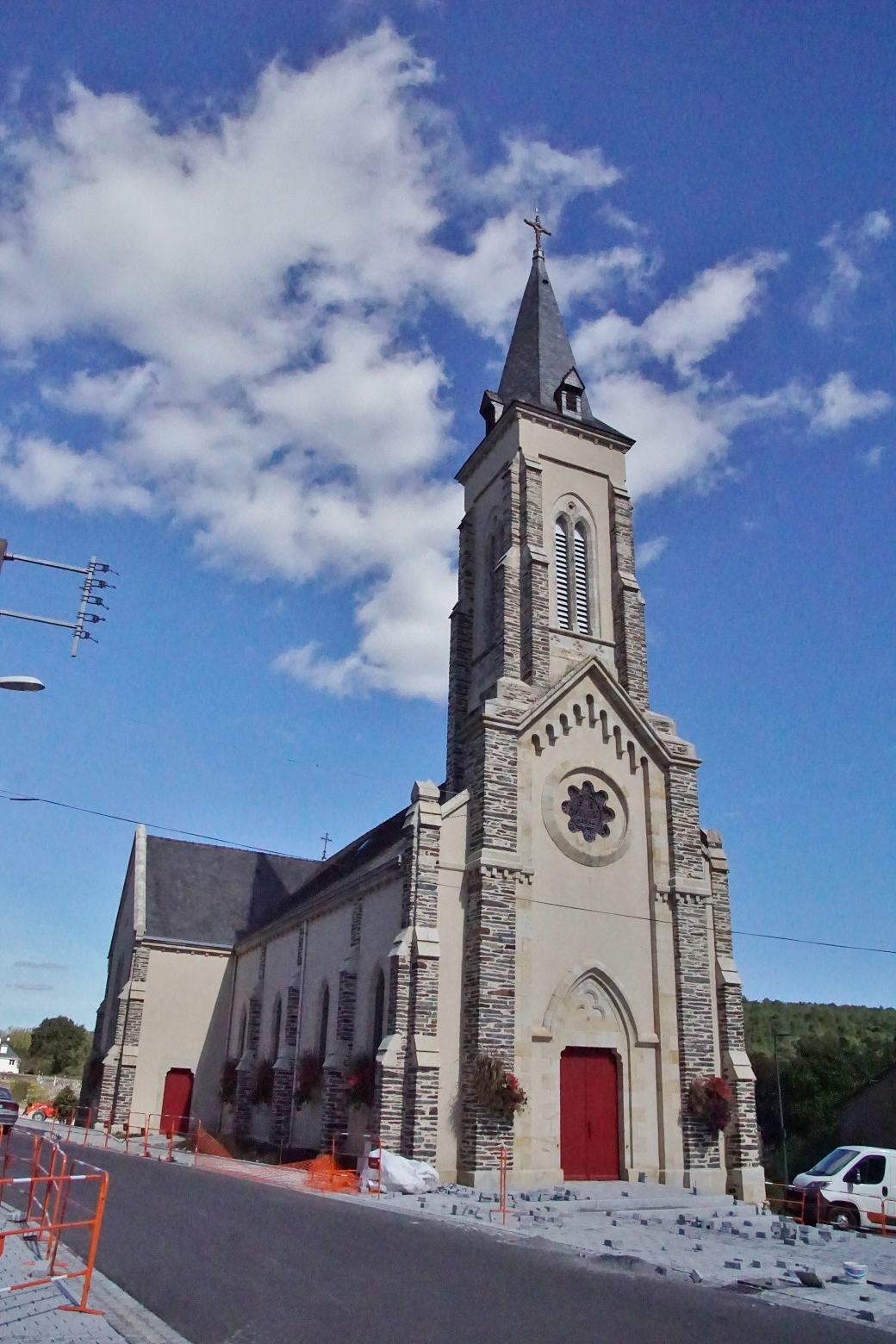
Église paroissiale Saint-Congard : vue extérieure d'ensemble.
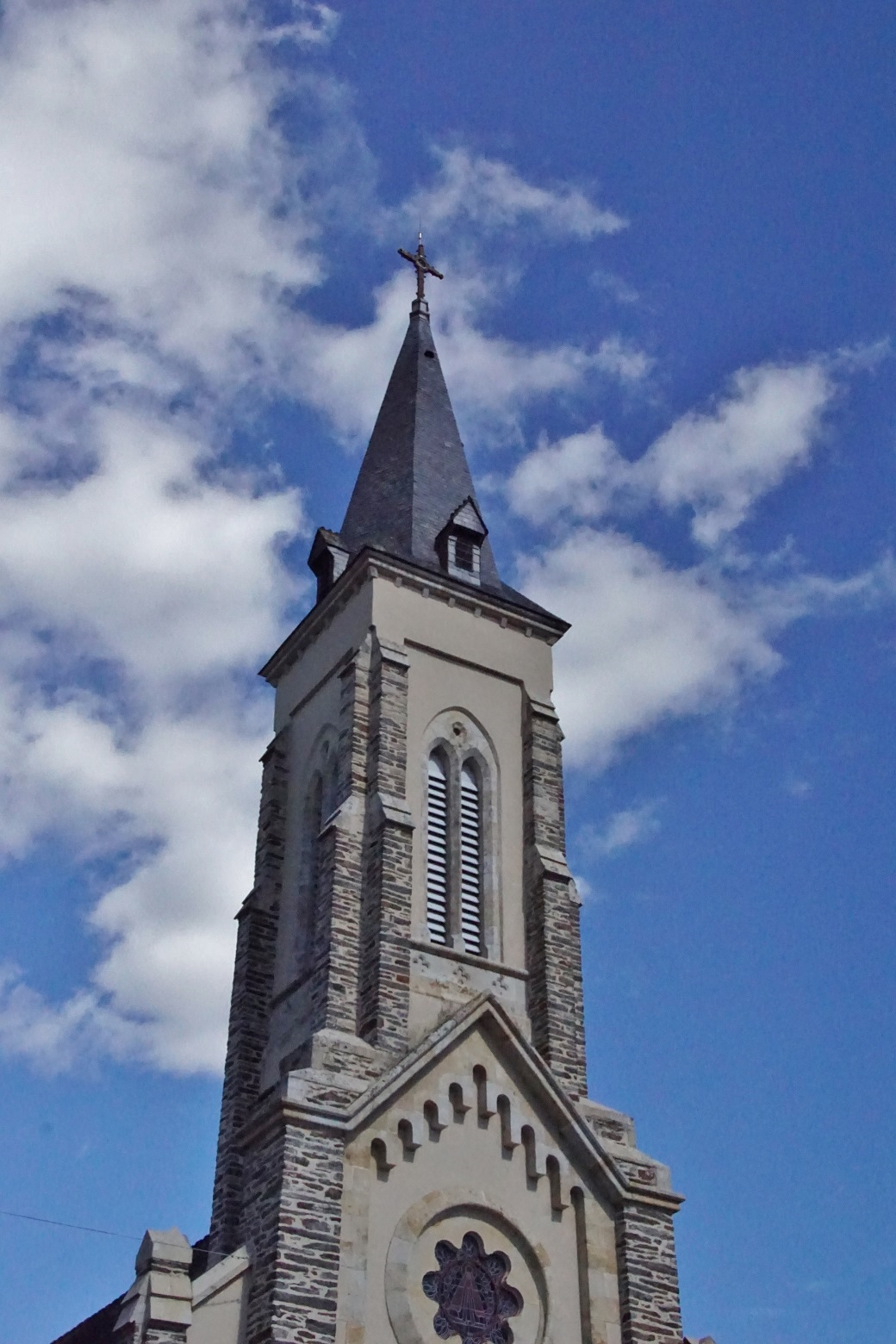
Église paroissiale Saint-Congard : le clocher.

Son mobilier possède plusieurs objets religieux d'intérêt patrimonial : un crucifix, un ciboire, un ostensoir, un calice et une patène et une croix-reliquaire datant de 1830.

#### Chapelles
- La commune compte plusieurs chapelles, celle de Quemper, de Foveno et de Lorette:
  - La chapelle de Quemper (XVIIe) dépendait de l'abbaye de Paimpont lors de sa construction. La chapelle est un lieu de pèlerinage et de pardon. Il y a dans la chapelle un retable du XVIIe qui est réalisé dans le style de l’école lavalloise. À l'extérieur, des pierres sculptées portent des armoiries d'alliance de René du Maz et de Gillonne de la Marzelière, seigneur et dame du Brossay à Saint-Gravé. Ces armes se retrouvent aussi sur l’église paroissiale de Saint-Gravé et sur la chapelle de la Bogerais[53].

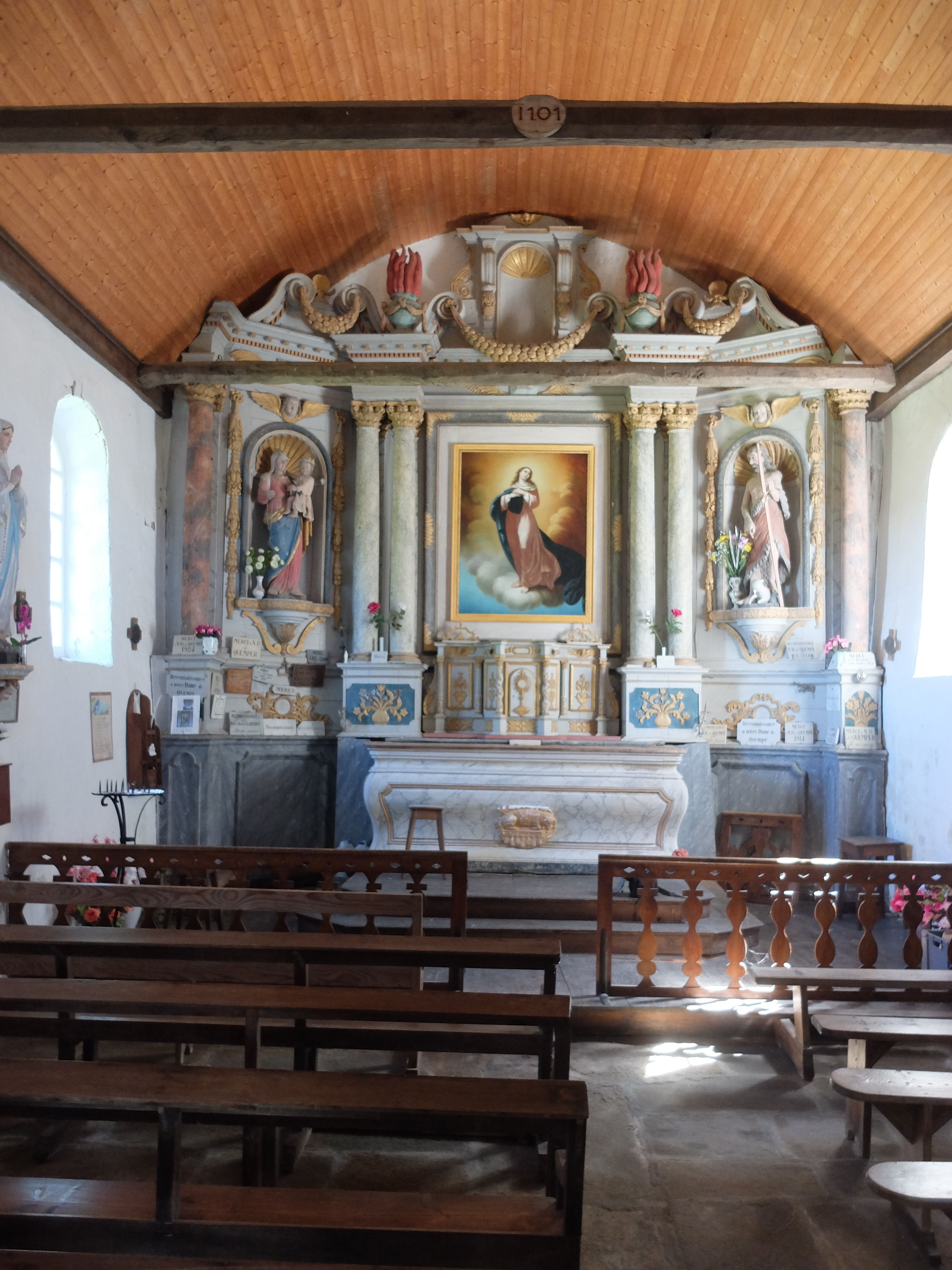
Retable de la chapelle Notre-Dame de Quemper.
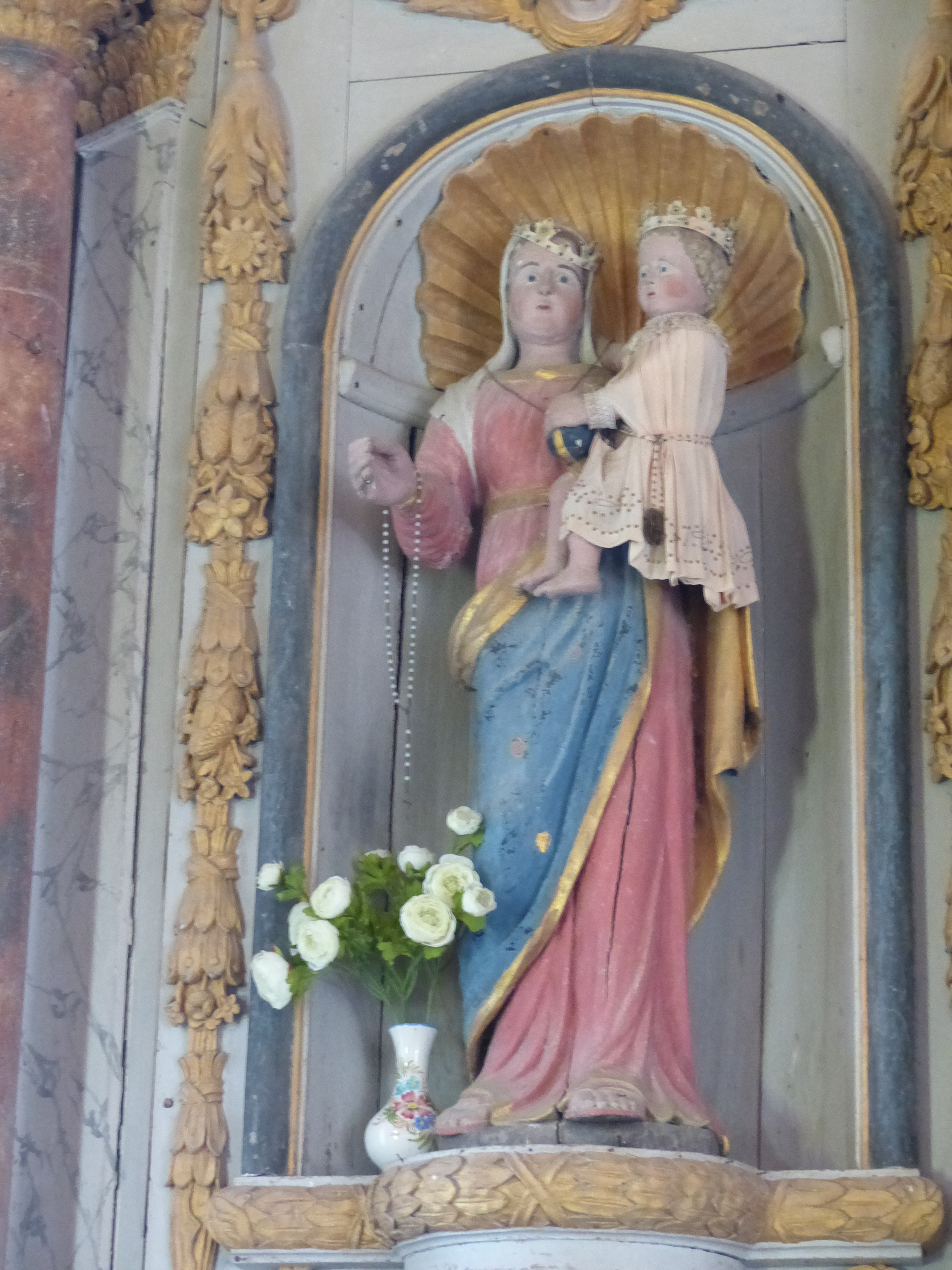
Sculpture en bois (Vierge à l'Enfant) intégrée dans le retable.

- - Chapelle Saint-Jacques de Foveno (XVIIe), en ruines.
  - Chapelle de Lorette (XIXe) : de plan rectangulaire, c'est une petite chapelle construite en moellons de schiste, qui a été restaurée en 1896[54].

### Autres lieux d'intérêt patrimonial
- Atelier d'outillage datant du néolithique, proche du site de Nazareth ;
- Mégalithes : allée couverte du Mont Hersé ;

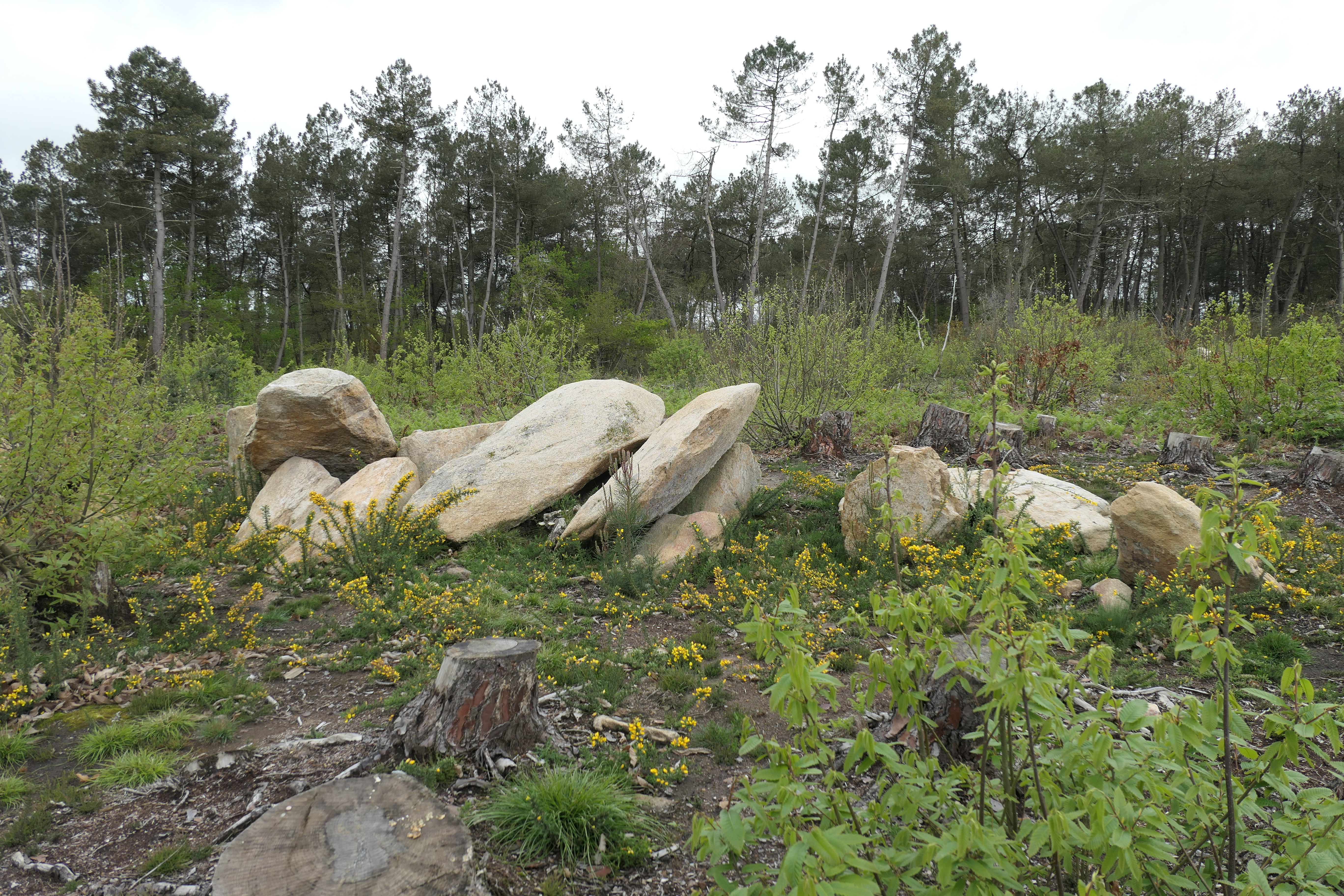
Allée couverte du Mont-Hersé.
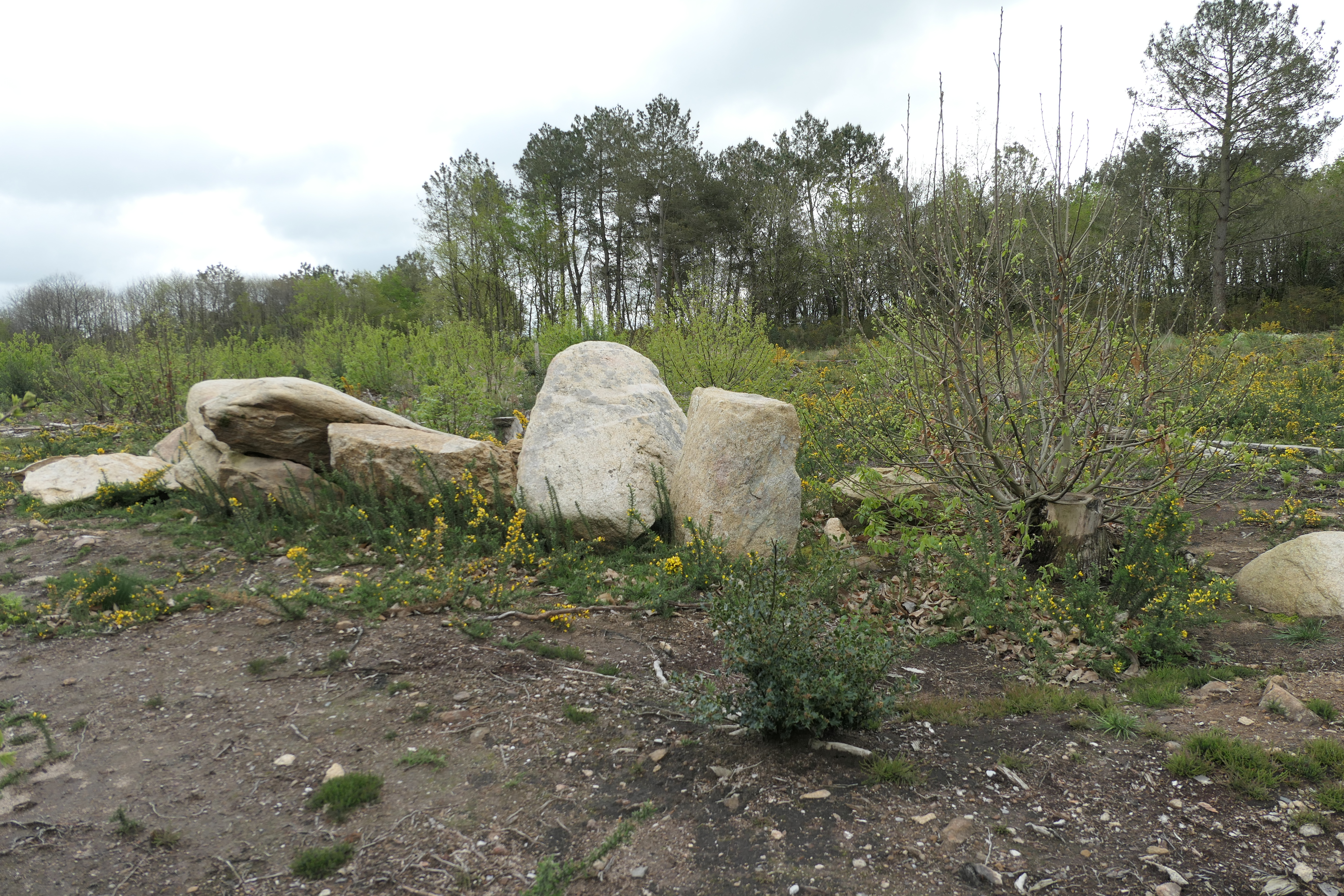
Allée couverte du Mont-Hersé.

- Sépultures datant du Bronze moyen ;
- Vestiges gallo-romains à Carhon (statuettes) ;
- Calvaire du cimetière XVe ;
- Croix anciennes à la sortie du village, sur la route de Lorette, plusieurs croix, du XVIIe au XVIIIe, en palis de schistes, notamment la croix de Fendrement[55] et celle du cimetière[56] ;
- Manoir de Foveno (XVIe et XVIIe siècles)[57]. Il est inscrit à l'inventaire général du patrimoine culturel[58] ;
- Plaque commémorative de Coët-Leu-de-Bas : indiquant le passage supposé de Nominoé ;
- Les trois écluses et les trois maisons éclusières de Beaumont (Coët Leu)[59], Foveno[60] et Rieux[61].

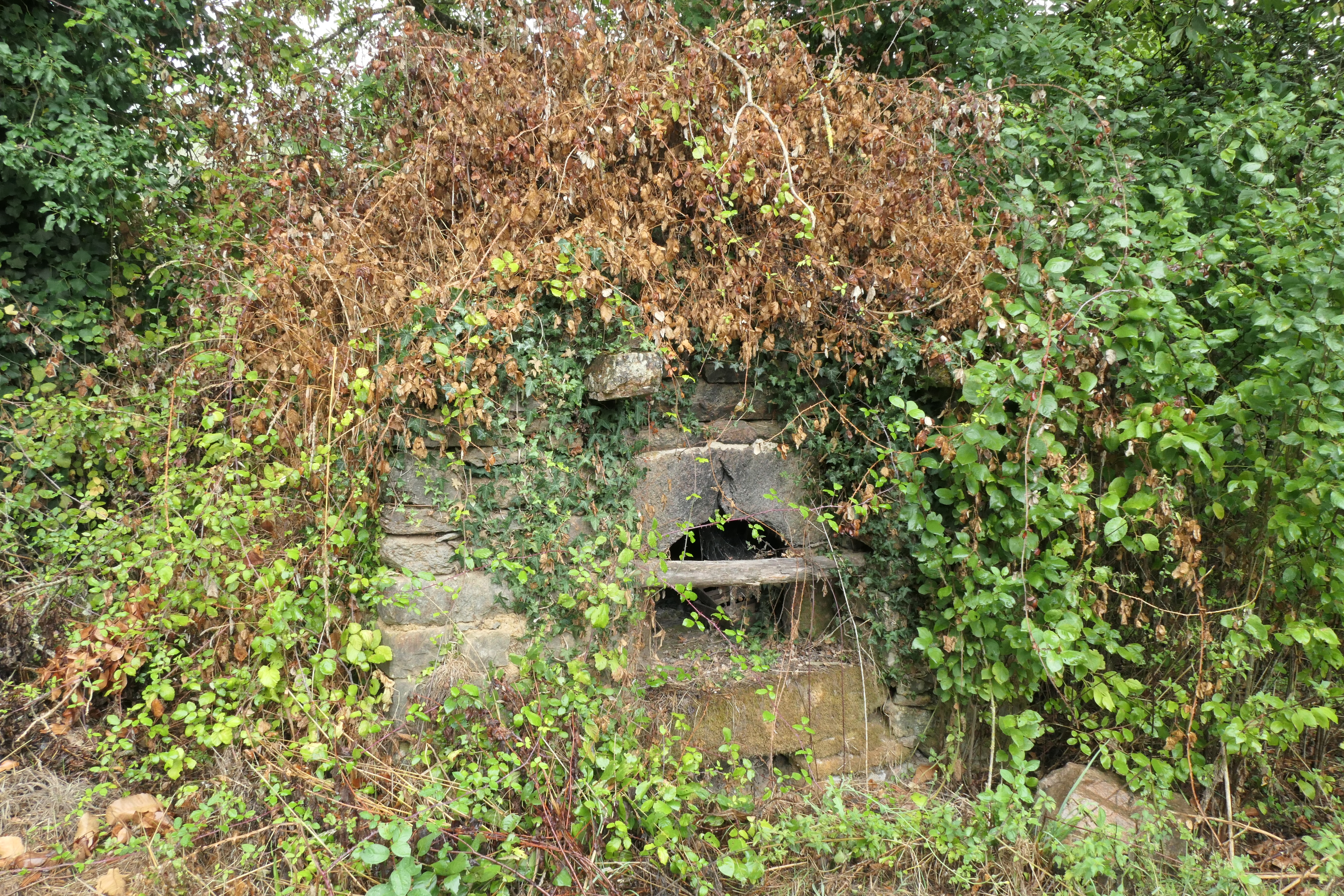
Ancien four dans le village de Bellée.
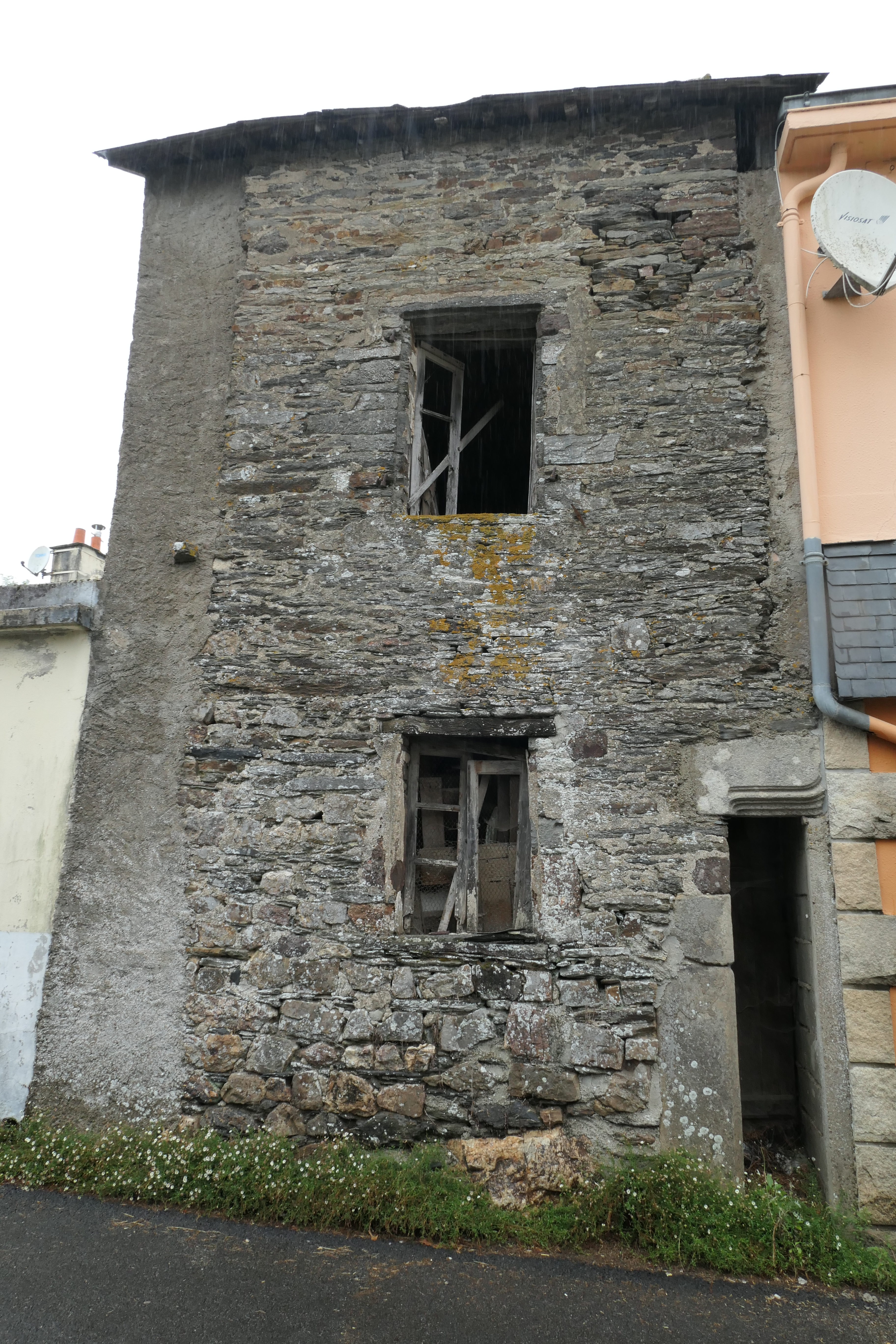
Partie occidentale de la maison au 2 rue Mahé.
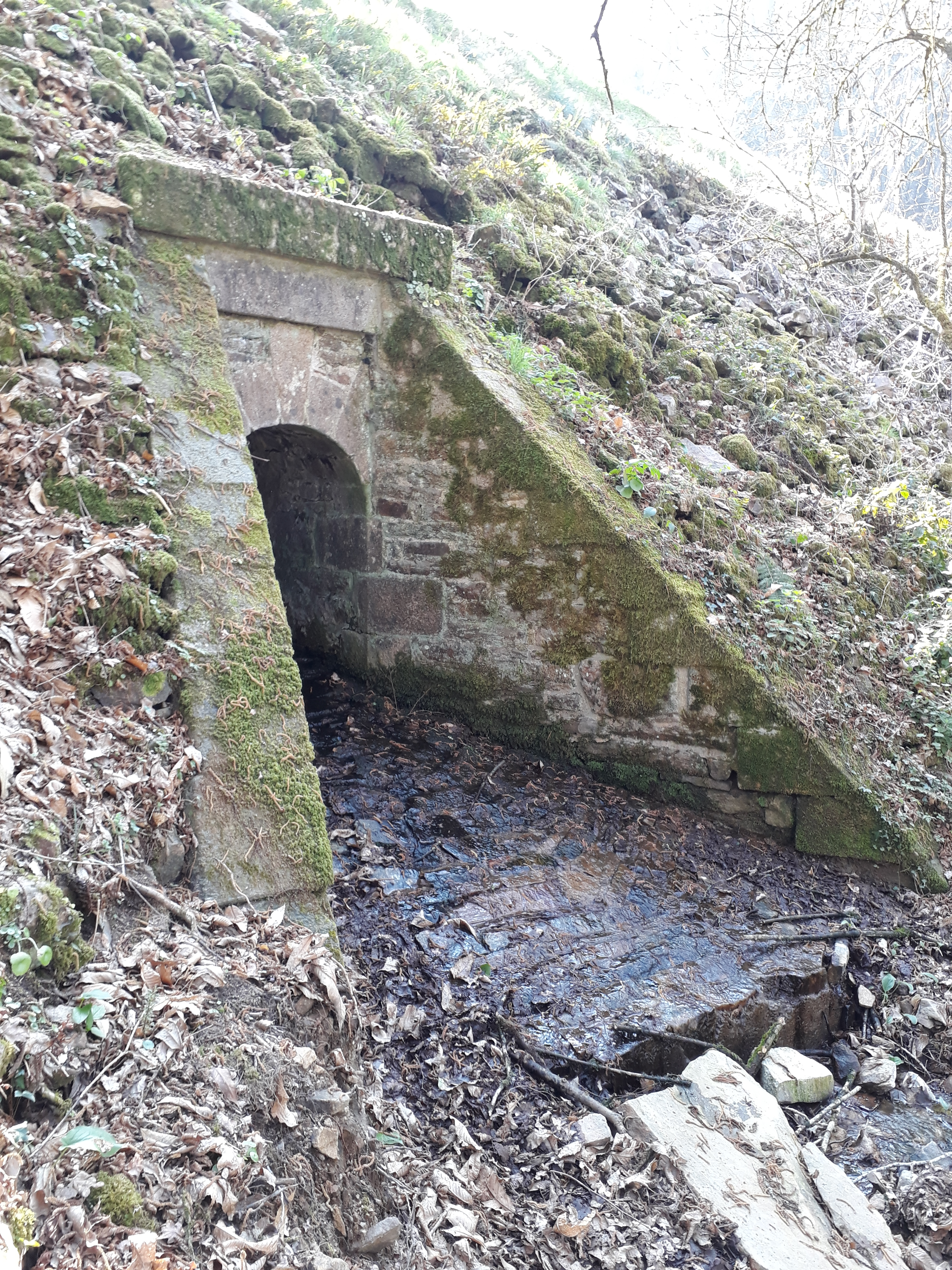
Boviduc dans le mont Hersé.

### Héraldique
| Blason de Saint-Congard | Blason  | D'azur à la bande ondée d'hermine accompagnée de six besants d'or ordonnés en orle; au franc canton de gueules chargé d'une couronne fleuronnée d'or. |
| Blason de Saint-Congard | Détails | |